# Liste der Biografien/Sai
Liste der Biografien |
Portal Biografien |
Personensuche
# |
A |
B |
C |
D |
E |
F |
G |
H |
I |
J |
K |
L |
M |
N |
O |
P |
Q |
R |
S |
T |
U |
V |
W |
X |
Y |
Z |
?
 
Sa |
Sb |
Sc |
Sd |
Se |
Sf |
Sg |
Sh |
Si |
Sj |
Sk |
Sl |
Sm |
Sn |
So |
Sp |
Sq |
Sr |
Ss |
St |
Su |
Sv |
Sw |
Sy |
Sz
 
Saa |
Sab |
Sac |
Sad |
Sae |
Saf |
Sag |
Sah |
Sai |
Saj |
Sak |
Sal |
Sam |
San |
Sao |
Sap |
Saq |
Sar |
Sas |
Sat |
Sau |
Sav |
Saw |
Sax |
Say |
Saz
Die Liste der Biografien führt alle Personen auf, die in der deutschsprachigen Wikipedia einen Artikel haben. Dieses ist eine Teilliste mit 661 Einträgen von Personen, deren Namen mit den Buchstaben „Sai“ beginnt.

## Sai
- Sai Baba († 1918), indischer Fakir und Guru
- Sai Baba, Sathya (1926–2011), indischer GuruSathya Sai Baba (1926–2011)

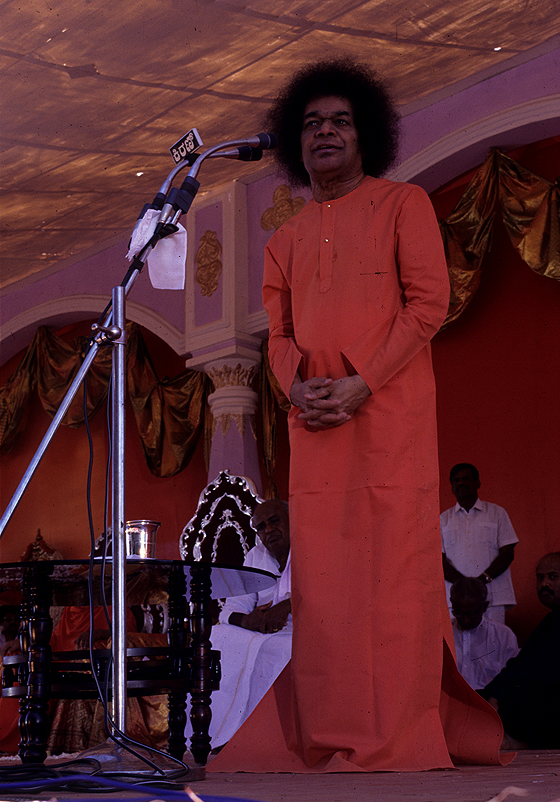
Sathya Sai Baba (1926–2011)

- Sai Lüthai († 1419), thailändischer König
- Sai Setthathirath II. (1685–1730), König des laotischen Königreiches von Lan Xang
- Sai Tia Kaphut (1415–1481), König von Lan Chang
- Sai, Henri (* 2000), estnischer Sprinter
- Sai, Jinhua (1872–1936), chinesische Kurtisane
- Sai, Vishnu Deo (* 1964), indischer Politiker
- Sai-Coffie, Florence Oboshie (* 1953), ghanaische Politikerin, Ministerin für Information und nationale Orientierung in Ghana

### Saia
- Saiace, Zaida, argentinische Pianistin
- Saiari, Mohammed al- (* 1993), saudi-arabischer Fußballspieler

### Saib
- Saib, Juliana (* 1996), deutsche Jazzmusikerin (Piano, Komposition) und Malerin
- Saibari, Ismael (* 2001), marokkanisch-belgischer Fußballspieler
- Saibene, Jeff (* 1968), luxemburgischer Fußballspieler und Fußballtrainer
- Saibert, Marcel (* 1977), deutscher Schauspieler, Musiker, Regisseur, Drehbuchautor und Sprecher
- Saibil, Helen (* 1950), kanadisch-britische Molekularbiologin
- Saibold, Halo (* 1943), deutsche Politikerin (Bündnis 90/Die Grünen), MdB
- Saibou, Ali (1940–2011), nigrischer Politiker und Staatspräsident (1987–1993)
- Saibou, Joshiko (* 1990), deutscher BasketballspielerJoshiko Saibou (* 1990)

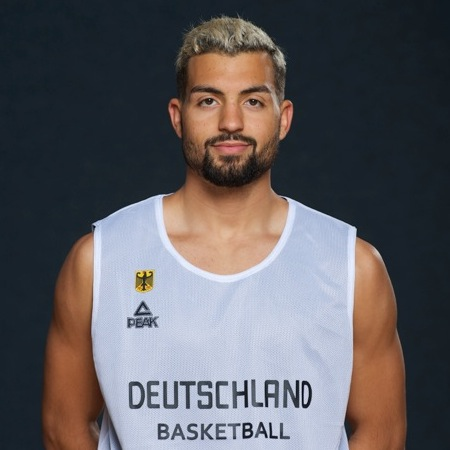
Joshiko Saibou (* 1990)

### Saic
- Saichanbileg, Tschimediin (* 1969), mongolischer Politiker und ehemaliger Premierminister der Mongolei
- Saichō (767–822), japanischer Buddhist; Gründer der Tendai-Schule

### Said
- Said, deutscher Rapper
- Said (1947–2021), iranisch-deutscher Schriftsteller
- Saïd Achmet († 1875), Sultan von Bambao
- Said al-Saghir, Vertrauter und Emissär
- Said Ali bin Said Omar († 1916), Sultan von Grande Comore
- Said bin Ali bin Wahf al-Qahtani (1952–2018), saudi-arabischer muslimischer Gelehrter und Schriftsteller
- Said bin Maktum (1878–1958), Herrscher von Dubai
- Said Halim Pascha (1864–1921), osmanischer Großwesir
- Saʿīd ibn Abī ʿArūba († 773), Traditionarier mit Wirkungskreis Basra
- Said ibn Ahmad († 1811), Imam von Oman
- Saʿīd ibn al-Musaiyab, islamischer Rechtsgelehrter, Traditionarier und Traumdeuter
- Said ibn Sultan (1791–1856), Sayyid von Maskat (1804–1856)
- Said ibn Taimur (1910–1972), omanischer Sultan von Maskat und Oman (1932–1970)Said ibn Taimur (1910–1972)

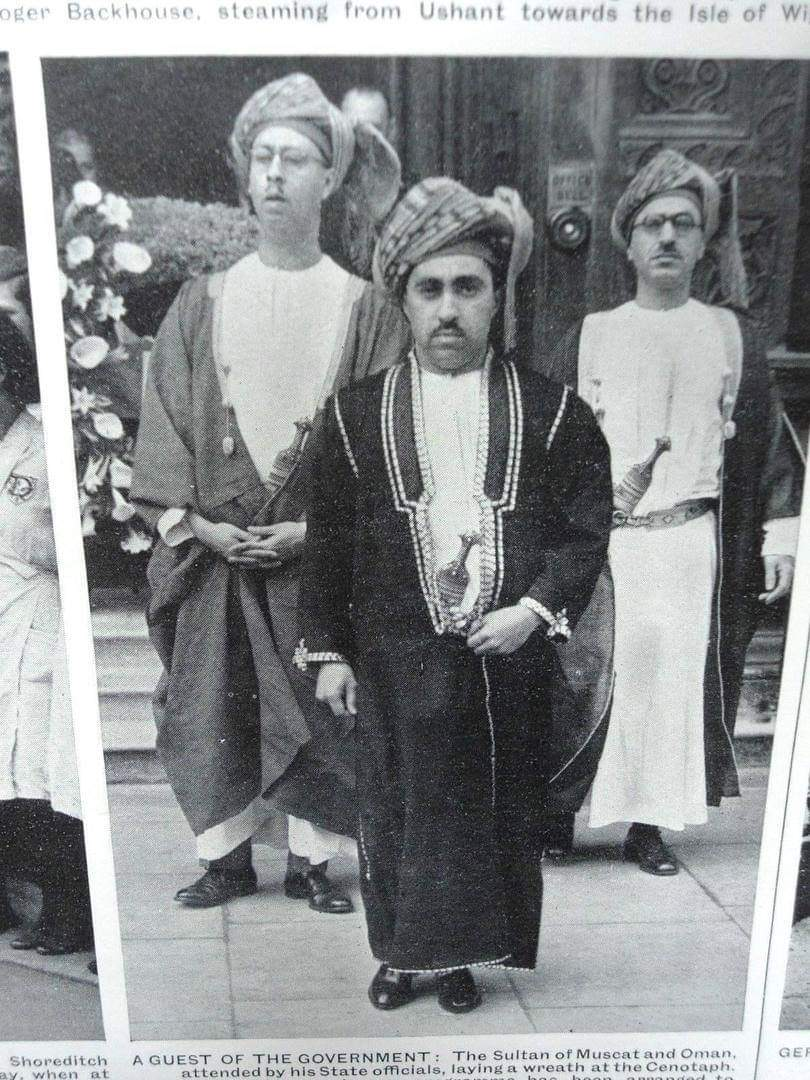
Said ibn Taimur (1910–1972)

- Saʿīd ibn Zaid, Gefährte des Propheten Mohammed und einer der zehn Paradiesgefährten
- Saïd Ibrahim Ben Ali (1911–1975), komorischer Adliger und Politiker
- Said Mamun Abu al-Fadl (* 1891), Armeeoffizier des Osmanischen Reiches
- Said Muhammad Rahim II. († 1910), Herrscher des Khanats Chiwa
- Said Murad Khan Zand († 1789), Schah von Persien aus der Dynastie der Zand-Prinzen
- Saïd Soilihi, Mouigni Baraka (* 1968), komorischer Politiker
- Said Zahlan, Rosemarie (1937–2006), palästinensisch-amerikanische Historikerin und Schriftstellerin
- Said, Abdallah (* 1985), ägyptischer Fußballspieler
- Said, Abdel (* 1989), ägyptischer Springreiter
- Sa'id, Abu († 1469), timuridischer Herrscher
- Said, Adi (* 1990), bruneiischer Fußballspieler
- Said, Ali Ahmad (* 1930), syrischer Dichter und IntellektuellerAli Ahmad Said (* 1930)

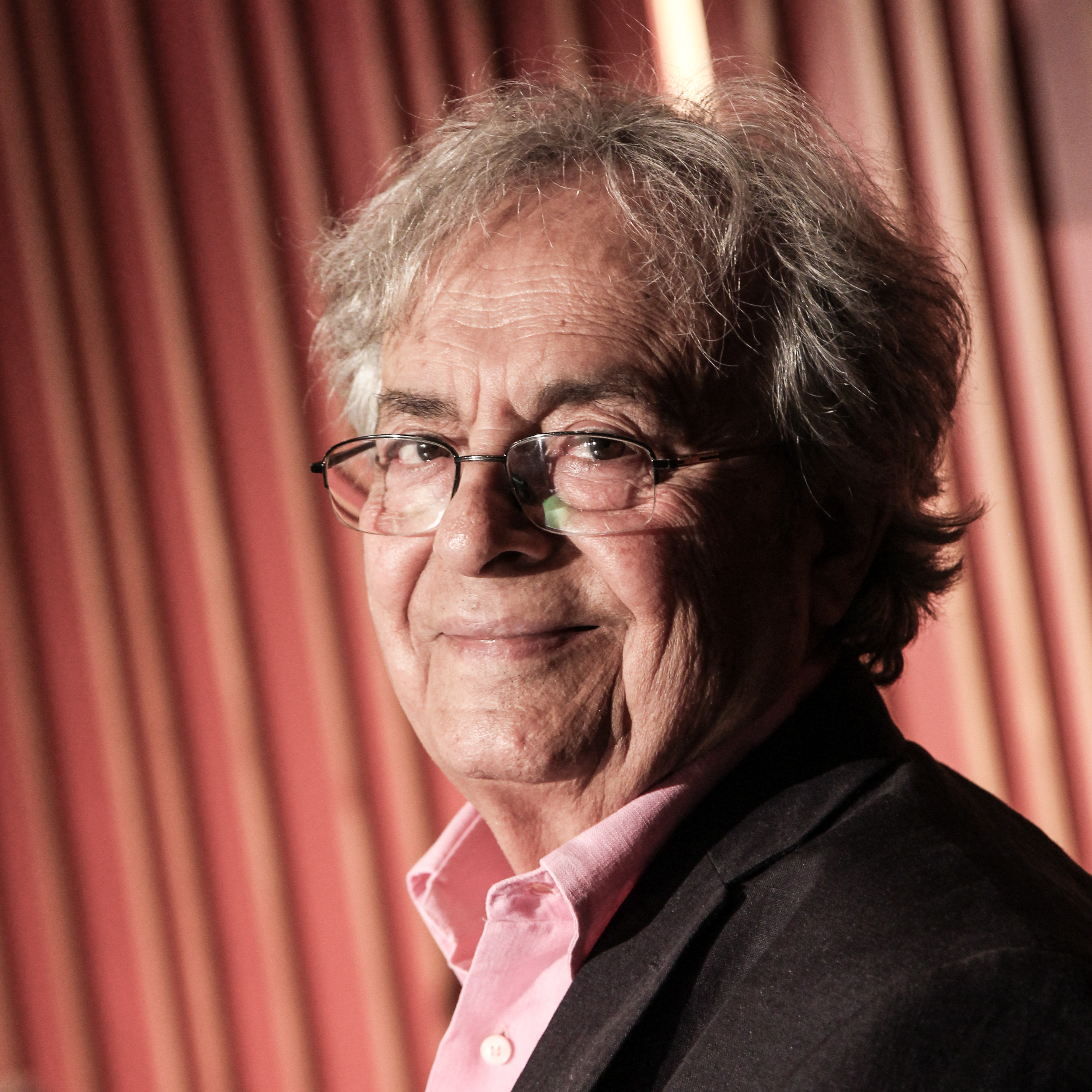
Ali Ahmad Said (* 1930)

- Saïd, Amina (* 1953), tunesische Lyrikerin, Journalisti und Übersetzerin
- Saʿīd, Amīna as- (1914–1995), ägyptische Journalistin und Frauenrechtsaktivistin
- Said, Ann-Marie (* 1994), maltesische Fußballspielerin
- Said, Behnam (* 1982), deutscher Islamwissenschaftler, ehemaliger Geheimdienstmitarbeiter
- Said, Bob (1932–2002), US-amerikanischer Automobilrenn- und Bobfahrer
- Said, Boris III (* 1962), US-amerikanischer Autorennfahrer
- Said, Brian (* 1973), maltesischer Fußballspieler
- Saʿid, Chalid Muhammad (1982–2010), ägyptischer Blogger
- Said, Chris (* 1970), maltesischer Politiker
- Said, Edward (1935–2003), US-amerikanischer Literaturtheoretiker und -kritiker palästinensischer Herkunft
- Said, Fatma (* 1991), ägyptische Sopranistin
- Said, Fouad (* 1933), ägyptischer Filmproduzent, Kameramann und Filmemacher
- Said, Hakim (1920–1998), indisch-pakistanischer Pharmazeut, Medizinhistoriker, Philanthrop
- Saïd, Hamda, tunesischer islamischer Geistlicher
- Said, Hussain (* 1958), irakischer Fußballspieler und -funktionär
- Said, Ibrahim (* 2002), nigerianischer Fußballspieler
- Said, Jawdat (1931–2022), syrischer muslimischer Denker
- Said, Joseph (* 1954), maltesischer Radrennfahrer
- Said, L’Malouma (* 1972), mauretanische Anti-Sklaverei-Aktivistin und Politikerin
- Said, Muhammad (1822–1863), Wali von Ägypten
- Said, Muhammad Uthman as- (1924–2007), libyscher Politiker, Premierminister von Libyen (1960–1963)
- Said, Nasser as- (* 1923), saudischer Autor
- Said, Nuri as- (1888–1958), irakischer Politiker und Premierminister
- Said, Osama (* 1957), palästinensischer Künstler
- Saïd, Rafiki (* 2000), komorisch-französischer Fußballspieler
- Said, Saladin (* 1988), äthiopischer Fußballspieler
- Saïd, Samira (* 1957), marokkanische Sängerin
- Said, Scheich (1865–1925), kurdischer Geistlicher und FührerScheich Said (1865–1925)

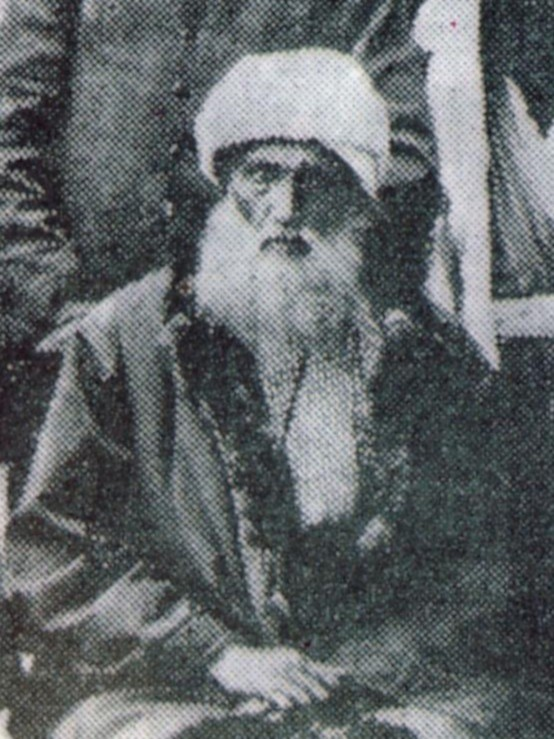
Scheich Said (1865–1925)

- Said, SF (* 1967), britischer Journalist und Schriftsteller
- Saïd, Wesley (* 1995), französisch-komorischer Fußballspieler
- Saïd-Guerni, Djabir (* 1977), algerischer Mittelstreckenläufer
- Saida, Horst (* 1939), deutscher Fußballspieler
- Saida, Satoshi (* 1972), japanischer Rollstuhltennisspieler
- Saidakowa, Nadja (* 1971), russische Balletttänzerin
- Saidalijew, Salim (* 1998), tadschikischer Leichtathlet
- Saidani, Safa (* 1990), tunesische Tischtennisspielerin
- Saidchodscha, Dormuschali (* 1986), bulgarischer Fußballspieler
- Saidchuschin, Gainan Rachmatowitsch (1937–2015), sowjetischer Radrennfahrer
- Saiddi, Line Safaa Al (* 2006), norwegische Leichtathletin
- Saidenowa, Noel Talgatowna (* 2002), russische Tennisspielerin
- Saidi Abdallah bin Salim († 1891), Sultan von Anjouan
- Saidi Omar bin Saidi Houssein († 1892), Sultan von Anjouan
- Sa'idi Sirjani, Ali-Akbar (1931–1994), iranischer Schriftsteller, Historiker, Journalist und Dissident
- Saidi, Adrian (* 1984), deutscher Schauspieler
- Saidi, Ali (* 1962), tunesisch-deutscher Boxer
- Saidi, Karim (* 1983), tunesischer Fußballspieler
- Saïdi-Sief, Ali (* 1978), algerischer Mittel- und Langstreckenläufer
- Saidjonov, Muso (1893–1937), usbekischer Staatsmann
- Saidler, Maria (1900–1994), österreichische Gerechte unter den Völkern
- Saidman, Boris (* 1963), israelischer Schriftsteller
- Saïdou Djermakoye, Issoufou (1920–2000), nigrischer Politiker und Diplomat
- Saidou, Alioum (* 1978), kamerunischer Fußballspieler
- Saidov, Baxtiyor (* 1981), usbekischer Wirtschaftswissenschaftler, Diplomat, Botschafter und Staatsmann
- Saidov, Jahongir (* 1979), usbekischer Fußballschiedsrichterassistent
- Saidov, Rustam (* 1978), usbekischer Boxer
- Saidova, Galina (* 1956), usbekische Politikerin
- Saidow, Said (* 1958), tadschikischer Politiker und Unternehmer
- Saidwane, Momodou, gambischer Politiker
- Saidxoʻjayeva, Dilyara (* 1990), usbekische Tennisspielerin
- Saidxoʻjayeva, Sarvinoz (* 1997), usbekische Tennisspielerin
- Saidy Ndure, Jaysuma (* 1984), gambischer Leichtathlet
- Saidy, Buah, gambischer Ökonom
- Saïdy, Fabrisio (* 1999), französischer Leichtathlet
- Saidy, Mama (* 1996), gambische Fußballspielerin
- Saidy, Sana, gambischer Politiker
- Saidykhan, Bafaye (* 1971), gambischer Politiker
- Saidykhan, Essa, gambischer Politiker

### Saie
- Saied, Kais (* 1958), tunesischer Jurist, Professor für Verfassungsrecht und konservativer PolitikerKais Saied (* 1958)

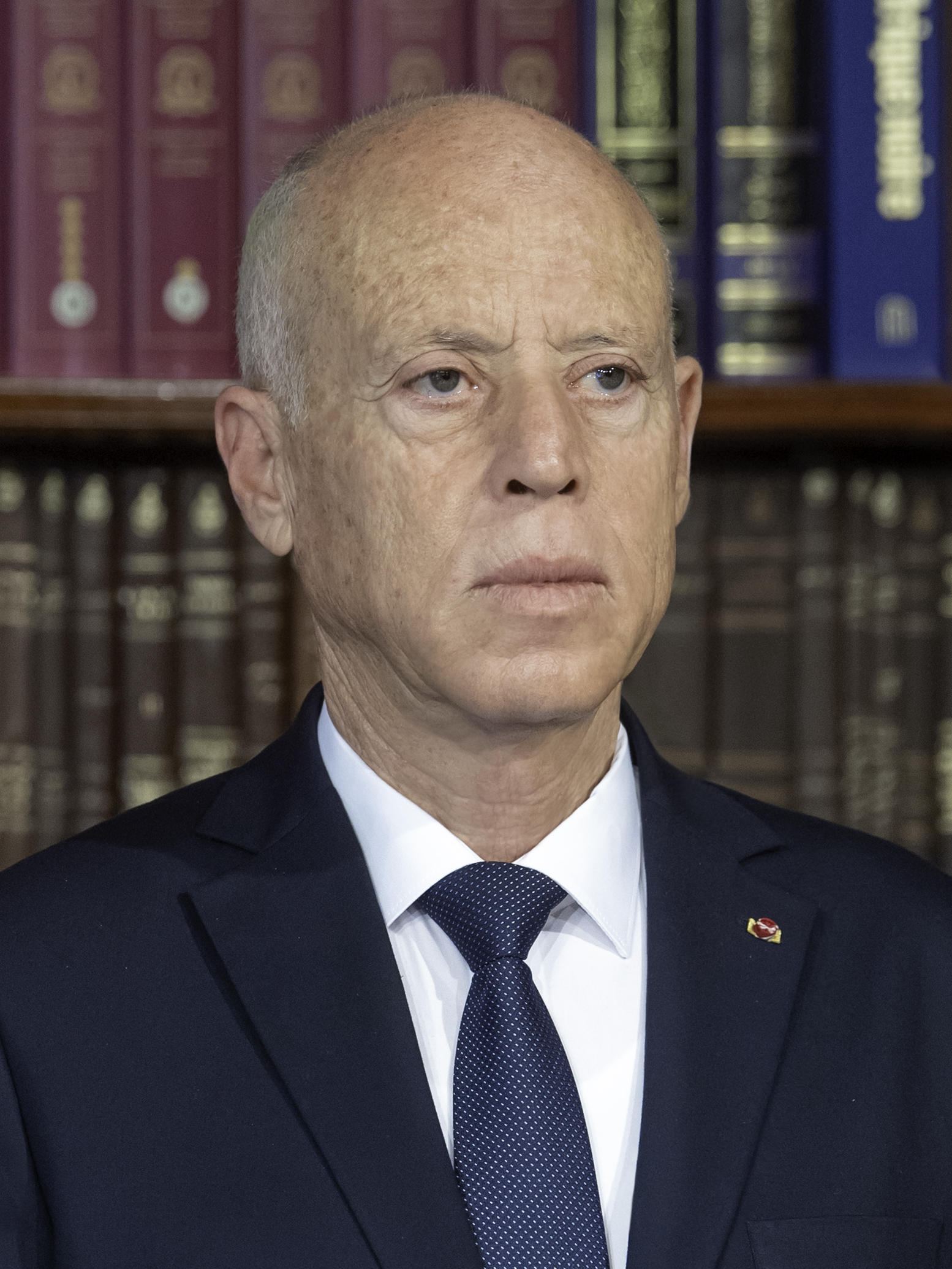
Kais Saied (* 1958)

- Saïed, Sobhi (* 1982), tunesischer Handballspieler
- Saiedi, Nader (* 1955), iranisch-US-amerikanischer Soziologe und Bahai-Theologe
- Saier, Jochen (* 1978), deutscher Sportökonom, Fußballfunktionär
- Saier, Josef (1874–1955), deutscher Pfarrer, Begründer der Volksschauspiele Ötigheim, Autor
- Saier, Oskar (1932–2008), deutscher Geistlicher, römisch-katholischer Erzbischof von Freiburg
- Saietta, Ignazio (1877–1947), italo-amerikanischer Gangster und Begründer der Black Hand Gang in New York City

### Saif
- Saif ad-Daula (916–967), Hamdaniden-Emir von Aleppo und Mossul
- Saif ad-Din Ghazi I. († 1149), Herrscher von Mosul
- Saif ad-Din Qutuz († 1260), Sultan der Mamluken in ÄgyptenSaif ad-Din Qutuz († 1260)

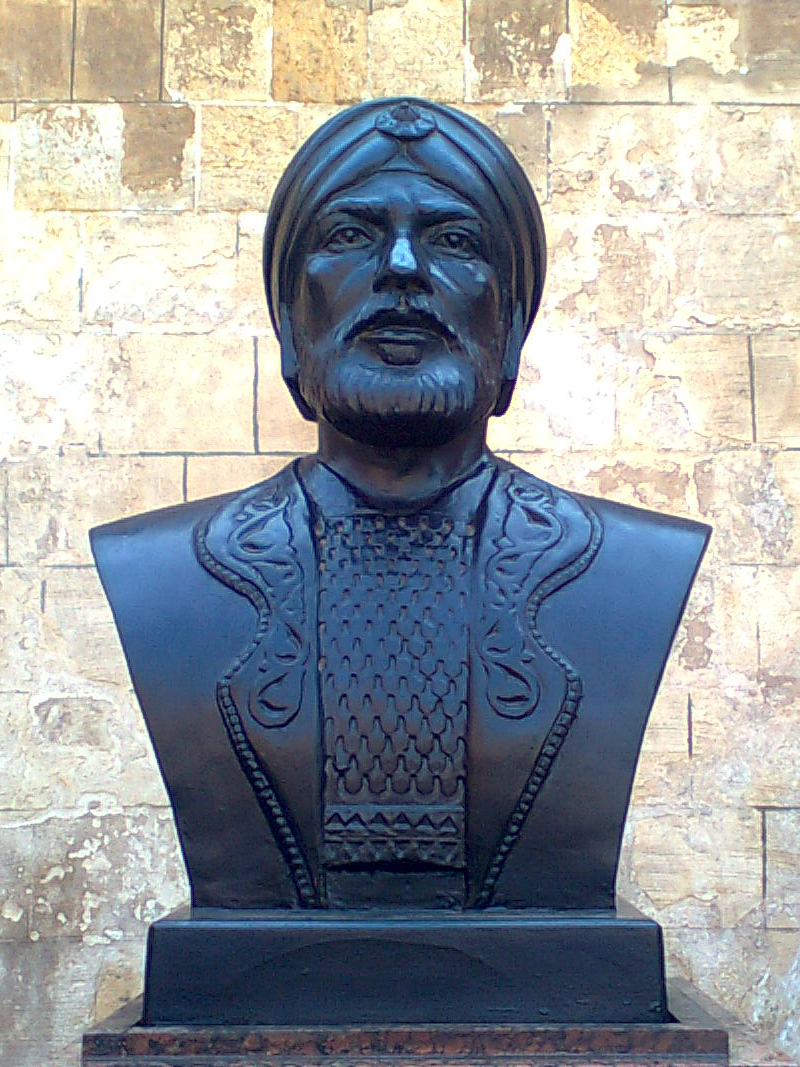
Saif ad-Din Qutuz († 1260)

- Saif ibn Sultan I. († 1711), Imam von Oman
- Saif ibn Sultan II († 1743), Imam von Oman (1718–1743)
- Saif ibn ʿUmar, muslimischer Geschichtsschreiber der frühen Abbasidenzeit
- Saif, Ahmed (* 1983), katarischer Snookerspieler
- Saif, Farjad (* 1966), pakistanischer Tischtennisspieler
- Saif, Grace (* 1995), britische Schauspielerin
- Saif, Linda J. (* 1947), amerikanische Mikrobiologin und Hochschullehrerin
- Saifeldin, Muhand Khamis (* 1999), katarischer Mittelstrecken- und Hindernisläufer
- Saifi, Ammar al- (* 1999), omanischer Sprinter
- Saifi, Euthymios (1643–1723), griechisch katholischer Bischof von Tyrus und Sidon
- Saïfi, Rafik (* 1975), algerischer Fußballspieler
- Saïfi, Tokia (* 1959), französische Politikerin (UMP), MdEP
- Saifuddin, Mohammad (* 1996), bangladeschischer Cricketspieler
- Saifuddin, Muhammad Saiful (* 1999), malaysischer Sprinter
- Saifulin, Sergei (* 1968), russischer Beachvolleyballspieler
- Saifutdinow, Emil Damirowitsch (* 1989), russischer Speedwayfahrer

### Saig
- Saiga, Fumiko (1943–2009), japanische Diplomatin und Richterin am Internationalen Strafgerichtshof (2007–2009)
- Saigal, Kundan Lal (1904–1947), indischer Sänger und Schauspieler
- Saiger, Johann A., österreichischer Finanzanalyst
- Saighani, Masih (* 1986), deutsch-afghanischer Fußballspieler
- Saigō, Rina (* 2000), japanische Tennisspielerin
- Saigō, Takamori (1828–1877), japanischer SamuraiSaigō Takamori (1828–1877)

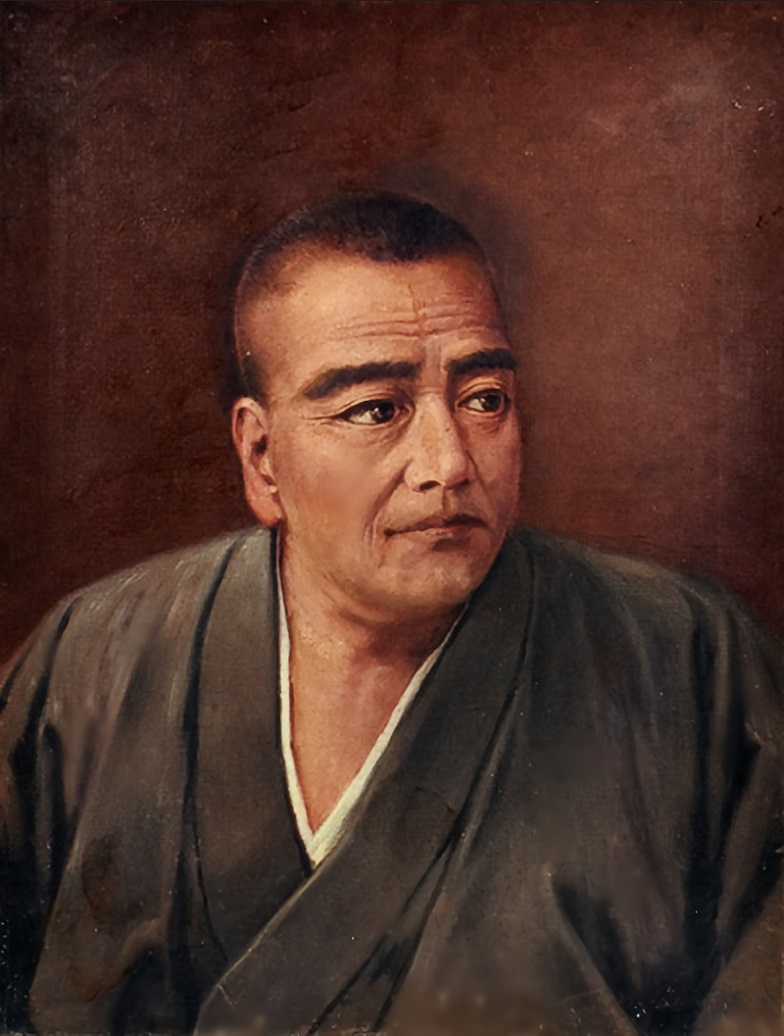
Saigō Takamori (1828–1877)

- Saigō, Tsugumichi (1843–1902), japanischer Politiker und Armeeoffizier
- Saigō, Yukina (* 1996), japanische Tennisspielerin
- Saigon (* 1978), US-amerikanischer Rap-Musiker
- Saigusa, Hiroto (1892–1963), japanischer Philosoph
- Saigyō (1118–1190), japanischer Poet und Mönch

### Saih
- Saihi, Jamel (* 1987), tunesischer Fußballspieler

### Saij
- Saijō, Kōnosuke (* 1931), japanischer Jazzmusiker
- Saijō, Shōzō (* 1947), japanischer Boxer im Federgewicht
- Saijō, Yaso (1892–1970), japanischer Dichter
- Saijonmaa, Arja (* 1944), finnische SängerinArja Saijonmaa (* 1944)

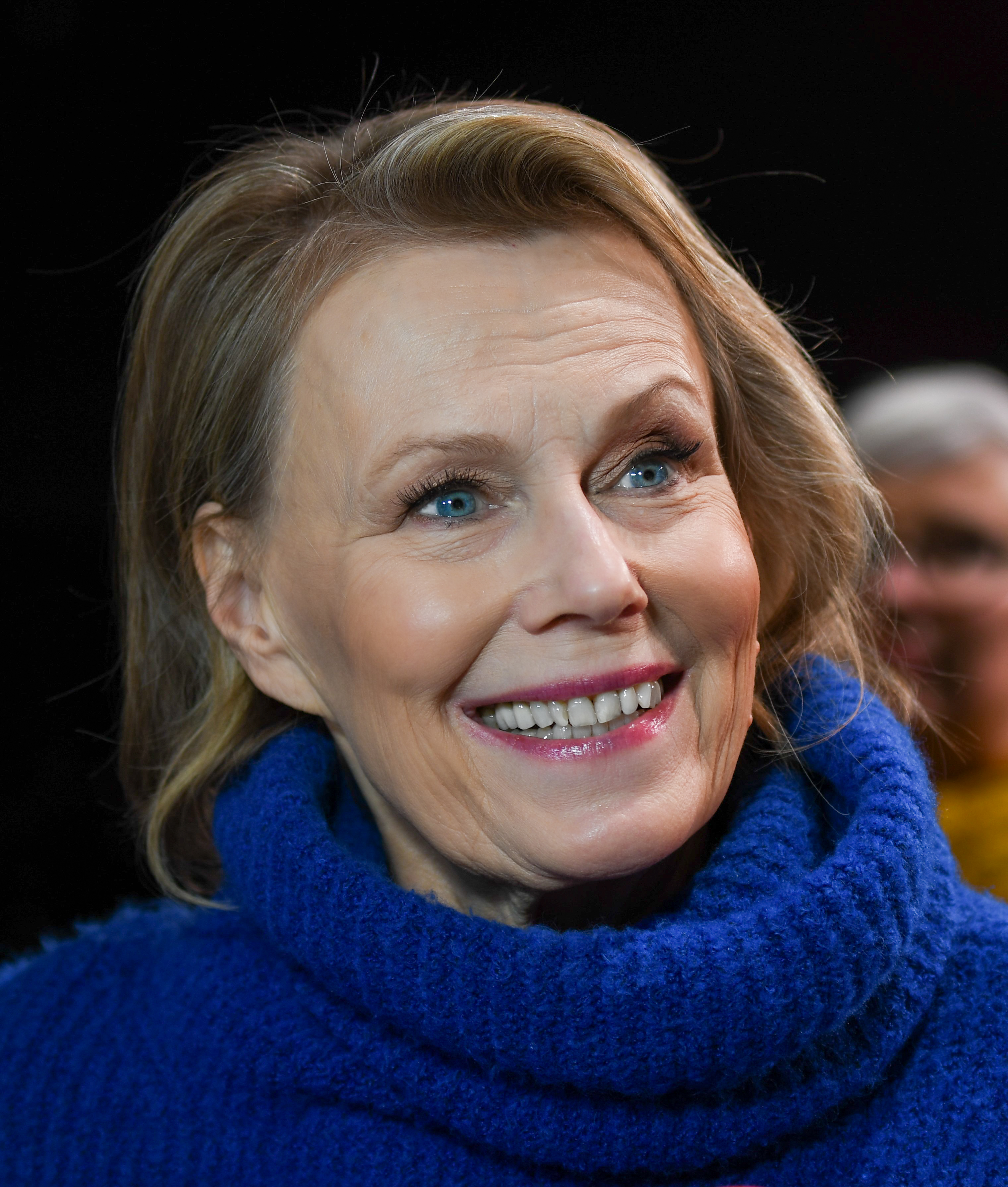
Arja Saijonmaa (* 1944)

### Saik
- Saika, Kirill Anatoljewitsch (* 1992), russischer Fußballspieler
- Saikawa, Yūsuke (* 1985), japanischer Fußballspieler
- Saiki, Kazuto (* 1970), japanischer Fußballspieler
- Saiki, Mika (* 1971), japanische Volleyball- und Beachvolleyballspielerin
- Saiki, Pat (* 1930), US-amerikanische Politikerin
- Saiki, Reika (* 1992), japanische Wrestlerin, Bodybuilding-Model, Idol und Metal-Sängerin
- Saiki, Tatsuhiko (* 1995), japanischer Grasskiläufer
- Saikia, Hiteshwar (1934–1996), indischer Politiker
- Saikiani, Chandraprava (1901–1972), indische Freiheitskämpferin, Aktivistin, Schriftstellerin und Sozialreformerin
- Saikin, Dmitri Alexejewitsch (1932–2013), sowjetischer Raumfahreranwärter
- Saikin, Nikolai Fjodorowitsch (1801–1833), russischer Unterleutnant, Poet und Dekabrist
- Saikina, Swetlana Wladimirowna (* 1985), russische Diskuswerferin
- Saikkola, Lauri (1906–1995), finnischer Violinist und Komponist
- Saikkonen, Dennis (* 1992), Schweizer Eishockeytorwart
- Saikley, Charlie (1935–2005), US-amerikanischer Volleyballspieler, Mitbegründer des Beachvolleyballs
- Saiko (* 2003), spanischer Sänger
- Saiko, George (1892–1962), österreichischer Schriftsteller und Kunsthistoriker
- Saïko, Jean-Philippe (* 1990), neukaledonischer Fußballspieler
- Saikow, Christo (* 1961), bulgarischer Radrennfahrer
- Saikow, Lew Nikolajewitsch (1923–2002), sowjetischer Manager und Politiker
- Saikow, Potap Kusmitsch († 1791), russischer Steuermann und Forschungsreisender
- Saikow, Witali Semjonowitsch (1924–2020), sowjetisch-russischer Bildhauer

### Sail
- Sailam, Witthawat (* 1999), thailändischer Fußballspieler
- Saile, Adolf (1905–1994), deutscher Glasmaler
- Saile, Bruno (* 1952), Schweizer Ruderer
- Saile, Josef (* 1955), deutscher Fußballspieler
- Saile, Käthe (1899–1955), deutsche Schriftstellerin
- Saile, Olaf (1901–1952), deutscher Schriftsteller
- Sailer, Andrea (* 1972), österreichische Autorin
- Sailer, Ansgar (* 1969), deutscher Musiker
- Sailer, Anton (1820–1904), banatschwäbischer Mäzen
- Sailer, Anton (1903–1987), deutscher Schriftsteller, Maler und Grafiker
- Sailer, Anton (* 1997), deutscher Schauspieler und Synchronsprecher
- Sailer, Carl Georg Jakob (1817–1870), Schweizer Jurist und Politiker
- Sailer, Erna (1908–2004), österreichische Juristin und Diplomatin
- Sailer, Erwin Lorenz (1931–2019), deutscher Fachbuchautor im Bereich Immobilienwirtschaft
- Sailer, Friederike (1920–1994), deutsche Opernsängerin (Sopran)
- Sailer, Georg (1874–1935), österreichischer Politiker (SDAP), Landtagsabgeordneter, Abgeordneter zum Nationalrat, Mitglied des Bundesrates
- Sailer, Gereon († 1562), Mediziner
- Sailer, Gerhard (1931–2002), österreichischer Jurist und Denkmalpfleger
- Sailer, Gerhard (* 1947), österreichischer Politiker (FPÖ)
- Sailer, Gudrun (* 1970), österreichische Journalistin
- Sailer, Hans Daniel (1948–2021), deutscher Bildhauer und Maler
- Sailer, Hermann F. (* 1943), deutscher Mund-, Gesichts- und Kieferchirurg
- Sailer, Hieronymus (1495–1559), Kaufmann und Konquistador, wesentlich Beteiligter am Erwerb der Kolonie Venezuela
- Sailer, Johann Michael (1751–1832), katholischer Theologe und Bischof von RegensburgJohann Michael Sailer (1751–1832)

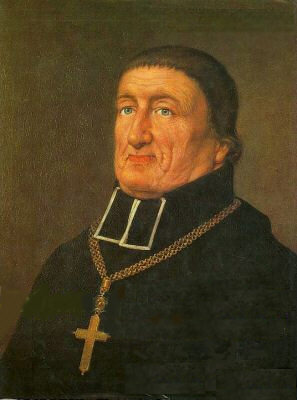
Johann Michael Sailer (1751–1832)

- Sailer, Josef (1839–1920), österreichischer römisch-katholischer Ordenspriester, Propst von St. Florian, Generalabt
- Sailer, Karl Hans (1900–1957), österreichischer Redakteur
- Sailer, Konstanze (* 1965), deutsch-österreichische Malerin
- Sailer, Leopold (1889–1944), österreichischer Archivar
- Sailer, Manfred (* 1969), deutscher Linguist und Hochschullehrer
- Sailer, Marco (* 1961), deutscher Chirurg
- Sailer, Marco (* 1985), deutscher Fußballspieler
- Sailer, Markus (* 1968), deutscher Fußballspieler
- Sailer, Martin (* 1970), deutscher Politiker (CSU), MdL
- Sailer, Max (1882–1964), deutscher Automobilrennfahrer und Ingenieur
- Sailer, Michael (* 1953), deutscher Ingenieur, Nuklearexperte und Atomkritiker, der das Öko-Institut mit aufgebaut hat
- Sailer, Michael (* 1963), deutscher Autor und Musiker
- Sailer, Oskar (1913–1997), deutscher Landrat
- Sailer, Petr (* 1975), tschechischer Eishockeyspieler
- Sailer, Rosi (* 1931), österreichische Skirennläuferin
- Sailer, Rudolf (* 1944), österreichischer Skirennläufer
- Sailer, Sebastian (1714–1777), deutscher Prämonstratenser, Prediger und Schriftsteller
- Sailer, Simon (* 1984), österreichischer Schriftsteller
- Sailer, Thomas (* 1987), österreichischer Autor
- Sailer, Till (* 1942), deutscher Musikschriftsteller
- Sailer, Toni (1935–2009), österreichischer Skirennläufer und SchauspielerToni Sailer (1935–2009)

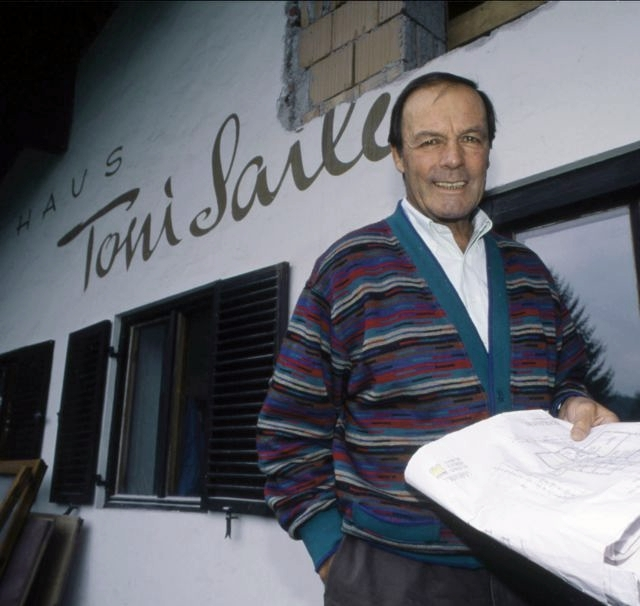
Toni Sailer (1935–2009)

- Sailer, Ulrich, Schweizer Hofmeister, Landvogt und Reichsvogt
- Sailer, Uwe (* 1956), österreichischer Kriminalbeamter und Datenforensiker
- Sailer, Verena (* 1985), deutsche Sprinterin
- Sailer, Wolfgang (* 1947), deutscher Jurist und Richter
- Sailer, Wolfram (* 1953), deutscher Pädagoge, Anglizist und Politiker (Grüne), MdBB
- Sailer, Wulff (1936–2024), deutscher Maler und Hochschullehrer
- Sailer-Albrecht, Elisabeth (* 1939), Schweizer Politikerin (Die Mitte – Ehemals CVP)
- Sailer-Wlasits, Paul (* 1964), österreichischer Philosoph
- Saillans, François-Louis de (1741–1792), französischer Militär
- Saillant, Louis (1910–1974), französischer Gewerkschaftsfunktionär
- Saillon, Wilhelm von († 1205), Bischof von Sitten
- Sailly, Peter (1754–1826), US-amerikanischer Geschäftsmann, Jurist und Politiker
- Sailmaker, Isaac († 1721), niederländischer Maler, der in England tätig war
- Sailom Adi (* 1986), thailändischer Boxer
- Sailor, Wendell (* 1974), australischer Rugby-Union- und Rugby-League-Spieler
- Sailstorfer, Michael (* 1979), deutscher Bildhauer, Installations- und Objektkünstler
- Säily, Tuomas (* 1985), finnischer Biathlet

### Saim
- Saïman, Mathilde (1891–1940), französische Opernsängerin
- Saiman, Nurfitriyana (* 1962), indonesische Bogenschützin
- Saimeh, Nahlah (* 1966), deutsche forensische Psychiaterin
- Saimo, Sylvi (1914–2004), finnische Kanutin und Politikerin, Mitglied des Reichstags
- Saimon, Esmon (* 1955), vanuatuischer Politiker
- Saimow, Stojan (1853–1932), bulgarischer Revolutionär und Freiheitskämpfer
- Saimow, Wladimir (1888–1942), bulgarischer Politiker und Generaloberst
- Saimura, Gorō (1887–1969), japanischer Kendoka

### Sain
- Šain, David (* 1988), kroatischer Ruderer
- Saïn, Marius (1877–1961), französischer Bildhauer
- Sain, Rene (* 1997), kroatische Volleyballspielerin
- Saina, Betsy (* 1988), kenianische Langstreckenläuferin
- Saina, Emmanuel (* 1992), kenianischer Langstreckenläufer
- Saina, James (* 1974), kenianischer Marathonläufer
- Saina, Lawrence Kiptoo (* 1981), kenianischer Marathonläufer
- Saina, Mark (* 1970), kenianischer Marathonläufer
- Sainath, P. (* 1957), indischer Journalist
- Sainbujan, Pürewsürengiin (* 1988), mongolischer Badmintonspieler
- Sainclair, Laure (* 1972), französische Pornodarstellerin
- Sainct, Richard (1970–2004), französischer Motorradrennfahrer
- Saindon, Ed (* 1954), US-amerikanischer Jazzmusiker und Hochschullehrer
- Saindon, Eric (* 1969), US-amerikanischer Visual Effects Artist
- Saine Gaye, Fatou (* 1974), gambische Unternehmerin
- Saine, Lamin (* 1947), gambischer ehemaliger Generaldirektor der National Intelligence Agency (NIA)
- Saine-Firdaus, Marie (* 1973), gambische Juristin und Politikerin
- Sainéan, Lazare (1859–1934), rumänischer Romanist mit Wirkungszeit in Frankreich
- Sainer (* 1988), polnischer Künstler
- Sainheret, Hoherpriester in Heliopolis
- Saini, Angela (* 1980), britische Wissenschaftsjournalistin und Buchautorin
- Saini, Eugenio (1939–2009), italienischer Endurosportler
- Sainio, Antti (* 2005), finnischer Leichtathlet
- Sainio, Essi (* 1986), finnische Fußballspielerin
- Šainović, Nikola (* 1948), jugoslawischer bzw. serbischer Politiker
- Sainsbury, Alan, Baron Sainsbury (1902–1998), britischer Manager, Unternehmer und Politiker
- Sainsbury, Amber (* 1978), neuseeländische Schauspielerin
- Sainsbury, David (* 1940), britischer Unternehmer und PolitikerDavid Sainsbury (* 1940)

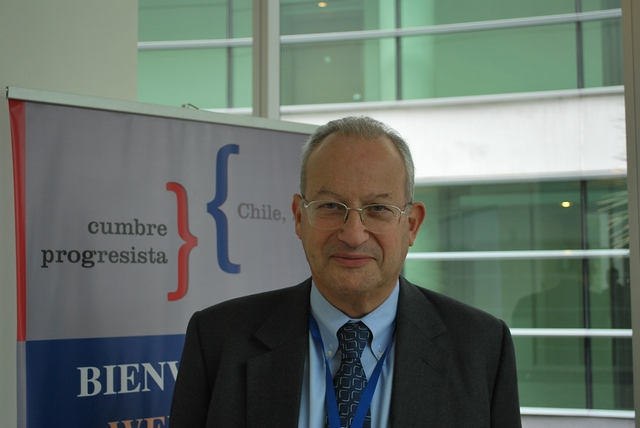
David Sainsbury (* 1940)

- Sainsbury, John James (1844–1928), britischer Unternehmer
- Sainsbury, John, Baron Sainsbury of Preston Candover (1927–2022), britischer Politiker (Conservative Party) und Peer
- Sainsbury, Laura (* 1996), britische Tennisspielerin
- Sainsbury, Roy (1942–2022), britischer Jazzmusiker (Gitarre)
- Sainsbury, Trent (* 1992), australisch-britischer Fußballspieler
- Sainson, Louis Auguste (1800–1874), französischer Künstler
- Saint Aubin de Terán, Lisa (* 1953), britische Journalistin und Autorin
- Saint Bris, Gonzague (1948–2017), französischer Schriftsteller und Journalist
- Saint Cyr, Henri (1902–1979), schwedischer Dressurreiter
- Saint Germain, Henri de (1878–1951), französischer Säbelfechter
- Saint Hoax, syrischer Künstler
- Saint Jacob, Pierre de (1906–1960), französischer Historiker
- Saint James, Susan (* 1946), US-amerikanische Schauspielerin
- Saint James, Synthia (* 1949), US-amerikanische Illustratorin
- Saint Jean, Alfredo (1926–1987), argentinischer General
- Saint Jean, Julien de, französischer Schauspieler
- Saint Jhn (* 1986), US-amerikanischer Rapper und Sänger
- Saint Laurent, Yves (1936–2008), französischer ModedesignerYves Saint Laurent (1936–2008)

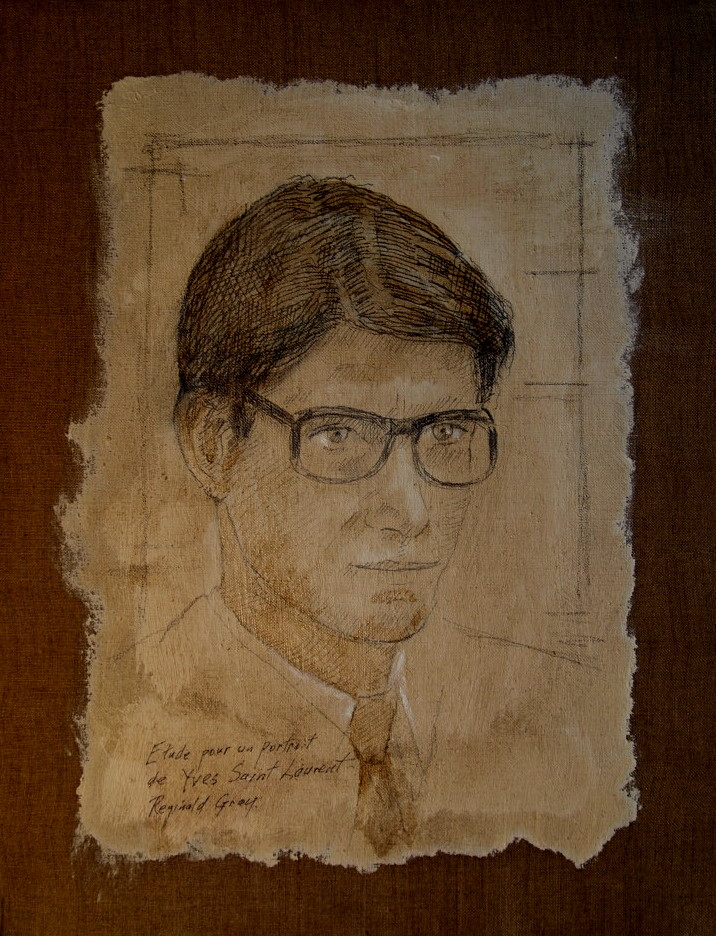
Yves Saint Laurent (1936–2008)

- Saint Léger, Antoinette de (1856–1948), Besitzerin der Isole di Brissago und Gastgeberin für Künstler und Schriftsteller
- Saint Levant (* 2000), palästinensischer Rapper
- Saint Lezer, Michel (* 1946), französischer Skispringer
- Saint Lu (* 1984), österreichische Singer-Songwriterin
- Saint Marc, Hélie de (1922–2013), französischer Widerstandskämpfer und Offizier
- Saint Martin, Claude de (1729–1799), Reichsgraf, Kurpfälzer Unternehmer und Hofbeamter
- Saint Palais, Jacques-Maurice de (1811–1877), französischer römisch-katholischer Geistlicher, Bischof von Vincennes (Indiana)
- Saint Paul, Friedrich von (1768–1813), preußischer Offizier und Ritter des Ordens Pour le Mérite
- Saint Paul-Illaire, Walter von (1860–1940), deutscher Kolonialbeamter in Ostafrika
- Saint Phalle, Niki de (1930–2002), schweizerisch-französische Malerin und BildhauerinNiki de Saint Phalle (1930–2002)

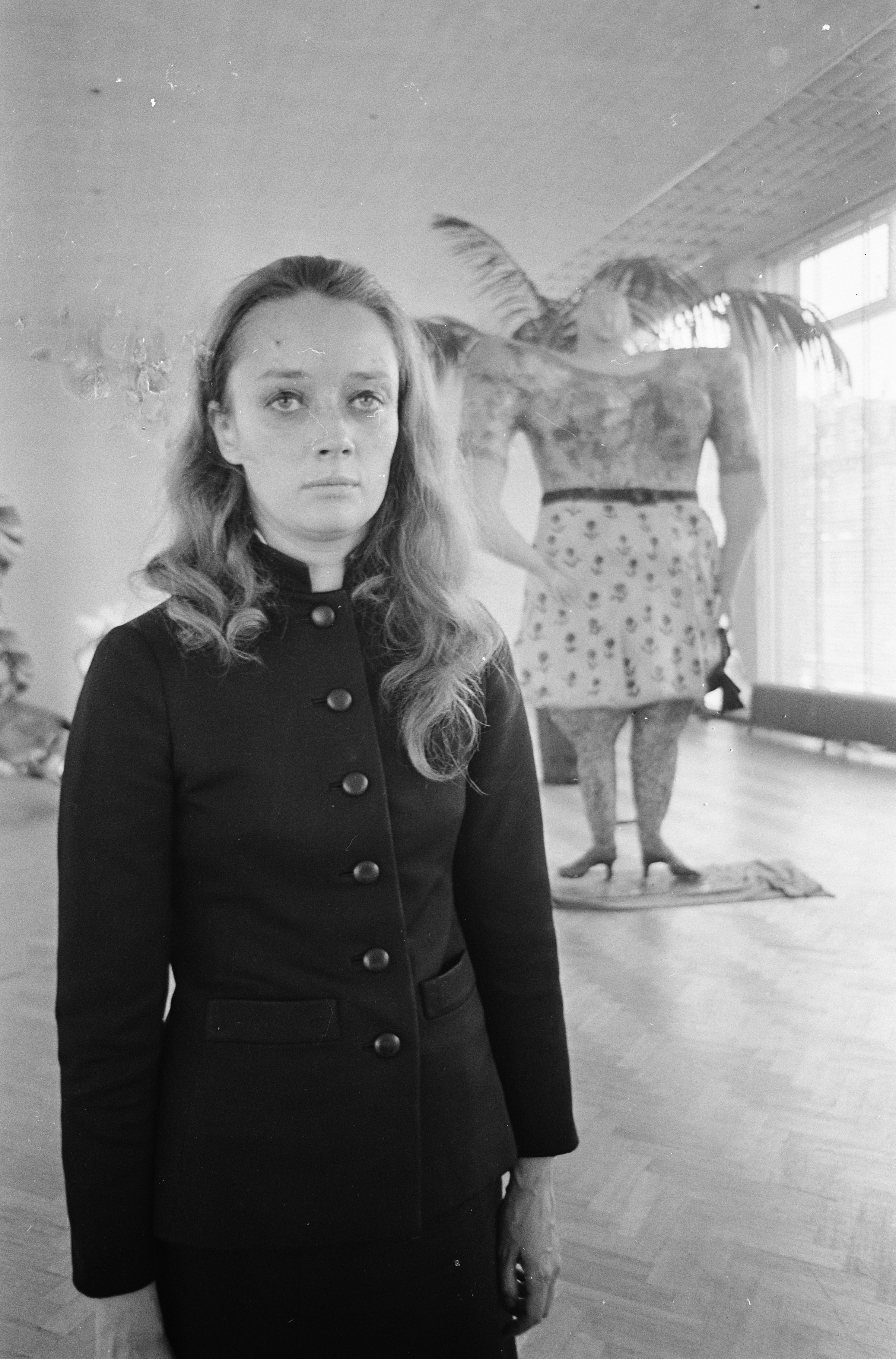
Niki de Saint Phalle (1930–2002)

- Saint Prix, Dédé (* 1953), französischer Sänger, Perkussionist und Flötist karibischer Musik
- Saint, Assoto (1957–1994), afroamerikanischer Tänzer, Lyriker, Dramatiker, Künstler, Herausgeber, Theatergründer und AIDS-Aktivist
- Saint, Crosbie E. (1936–2018), US-amerikanischer General
- Saint, Eva Marie (* 1924), US-amerikanische Schauspielerin
- Saint, Gérard (1935–1960), französischer Radrennfahrer
- Saint, Leonie (* 1986), deutsche Pornodarstellerin
- Saint, Samantha (* 1987), US-amerikanische Pornodarstellerin
- Saint, Silvia (* 1976), tschechische Pornodarstellerin
- Saint, Tyler (* 1965), US-amerikanischer Pornodarsteller
- Saint-Aignan, Charles P. de (* 1977), US-amerikanischer Informatiker, Astronom und Asteroidenentdecker
- Saint-Aignan, Paul-Hippolyte de Beauvilliers, duc de (1684–1776), französischer Hochadeliger, Offizier, Diplomat und Mitglied der Académie des Inscriptions et Belles-Lettres und der Académie française
- Saint-Aimé, Sélène, französische Jazzmusikerin (Kontrabass, Gesang, Komposition)
- Saint-Albin, Louis Charles de (1698–1764), Bischof von Laon und Erzbischof von Cambrai
- Saint-Amant, Marc-Antoine Girard de (1594–1661), französischer Lyriker des Barock
- Saint-Amant, Pierre (1800–1872), französischer Schachmeister
- Saint-Antoine, Jude (1930–2023), kanadischer römisch-katholischer Geistlicher, Weihbischof in Montreal
- Saint-Arnaud, Armand-Jacques-Achille Leroy de (1796–1854), französischer General und Staatsmann, Marschall von Frankreich
- Saint-Aubain, Andreas Nikolai de (1798–1865), dänischer Schriftsteller
- Saint-Aubin, Gabriel de (1724–1780), französischer Maler, Zeichner und Graveur
- Saint-Aulaire, François-Joseph de Beaupoil de (1648–1742), französischer Offizier, Dichter und Mitglied der Académie française
- Saint-Baslemont, Alberte-Barbe de (1606–1660), lothringische Adelige
- Saint-Blanquat, Jacques de (* 1925), katholischer Bischof
- Saint-Bonnet de Toiras, Jean de (1585–1636), Marschall von Frankreich
- Saint-Brisson de Araújo Castro, Luiz Augusto (* 1946), brasilianischer Diplomat
- Saint-Cast, Nadyne (* 1979), deutsche Politikerin (Bündnis 90/Die Grünen)Nadyne Saint-Cast (* 1979)

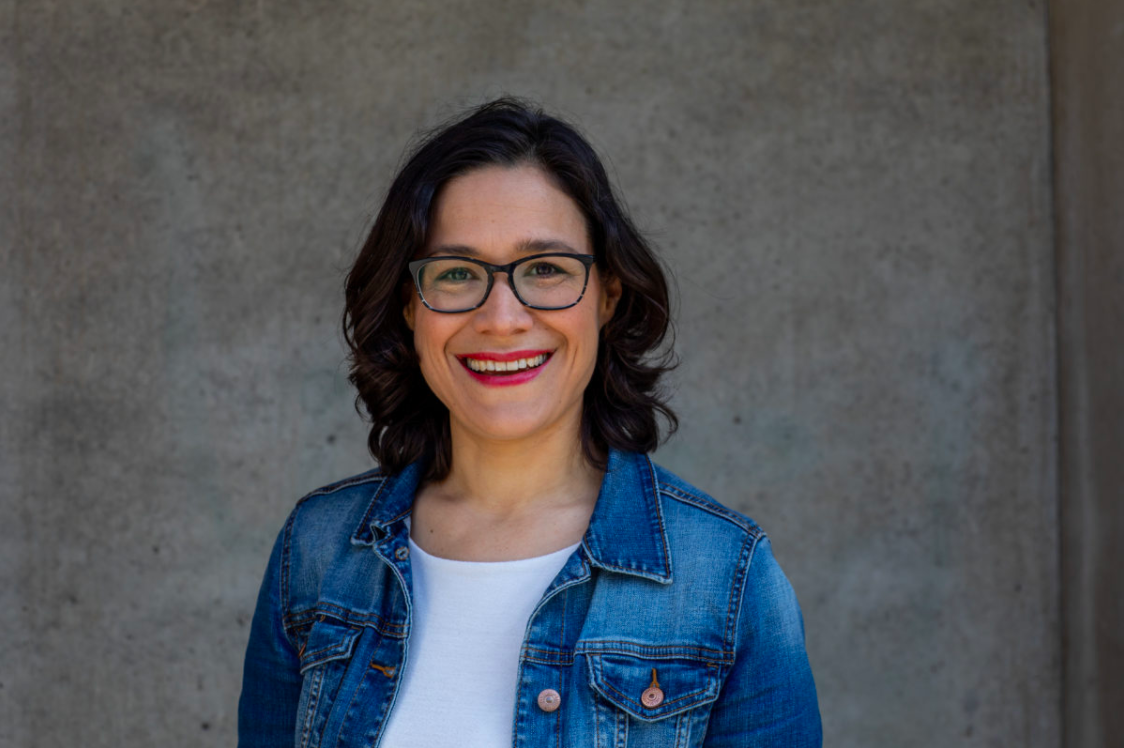
Nadyne Saint-Cast (* 1979)

- Saint-Castin, Jean-Vincent d’Abbadie de (1652–1707), französischer Offizier und Häuptling der Penobscot
- Saint-Cirel, Axelle (* 1995), französische Jazzsängerin und lyrische Mezzosopranistin
- Saint-Cyr, André (* 1930), kanadischer Benediktinermönch, Chorleiter und Gregorianikexperte
- Saint-Cyr, Laurent, haitianischer Geschäftsmann und amtierender Präsident
- Saint-Cyr, Renée (1904–2004), französische Schauspielerin
- Saint-Delis, Henri de (1878–1949), französischer Maler
- Saint-Denis, Janou (1930–2000), kanadische Lyrikerin, Regisseurin, Theaterleiterin und Schauspielerin
- Saint-Didier, Henry de, französischer Fechtmeister und Autor
- Saint-Elme, Ida (1776–1845), französische Schriftstellerin, Abenteurerin und Kurtisane
- Saint-Éloi, Patrick (1958–2010), guadeloupischer Sänger
- Saint-Étienne, Jean-Paul Rabaut (1743–1793), Politiker in der Französischen Revolution
- Saint-Évremond, Charles de (1613–1703), französischer Militär und Schriftsteller
- Saint-Exupéry, Antoine de (1900–1944), französischer Schriftsteller und PilotAntoine de Saint-Exupéry (1900–1944)

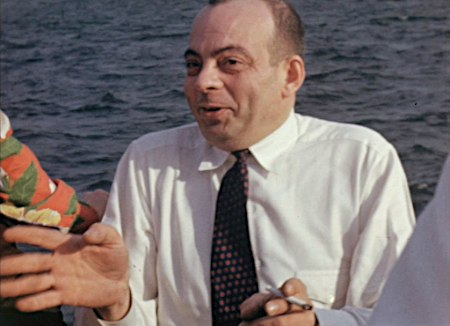
Antoine de Saint-Exupéry (1900–1944)

- Saint-Exupéry, Consuelo de (1901–1979), salvadorianische Künstlerin, Autorin und Muse
- Saint-Fal (1752–1835), französischer Schauspieler
- Saint-Far, Eustache de (1746–1828), französischer Architekt und Stadtbaumeister
- Saint-Félix, Mikerline (* 1999), haitianische Fußballspielerin
- Saint-Fleur, Jethro (* 1995), Leichtathlet aus Aruba
- Saint-Fort Paillard, Jean (1913–1990), französischer Dressur- und Vielseitigkeitsreiter
- Saint-Gaudens, Augustus (1848–1907), US-amerikanischer Bildhauer, der auch Münzbilder schuf
- Saint-Gaudens, Sabin-Marie (1921–2001), französischer katholischer Bischof
- Saint-Gelais, Mellin de († 1558), Dichter der französischen Renaissance
- Saint-Gelais, Octavien de (1468–1502), Dichter und Übersetzer der französischen Renaissance
- Saint-Gelais, Raymond (* 1936), emeritierter Bischof von Nicolet
- Saint-Géniès, Grégory (* 1977), französischer Skeletonpilot
- Saint-Georges, Joseph Bologne, Chevalier de (1745–1799), französischer Fechter, Geigenvirtuose, Komponist und DirigentJoseph Bologne, Chevalier de Saint-Georges (1745–1799)

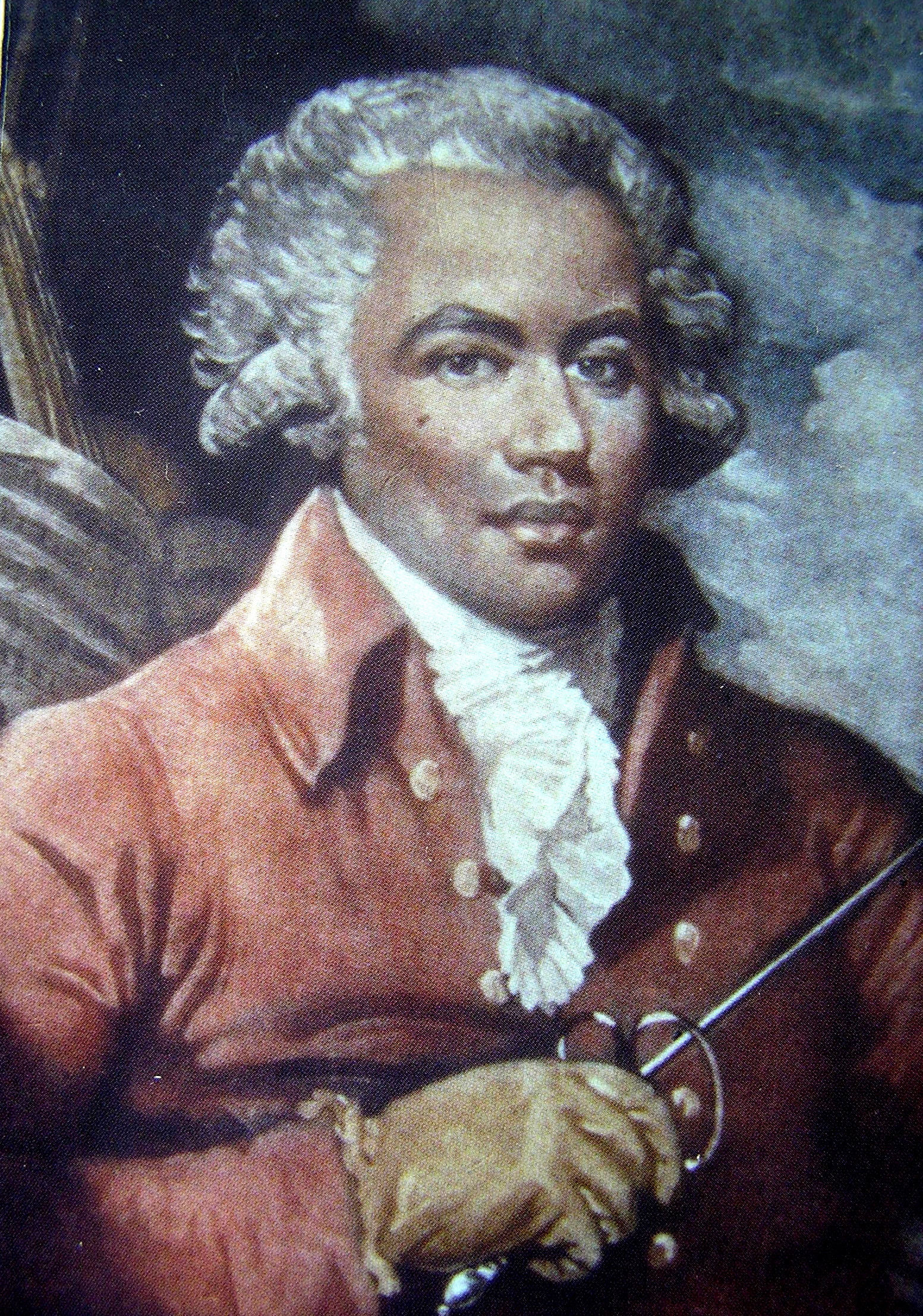
Joseph Bologne, Chevalier de Saint-Georges (1745–1799)

- Saint-Georges, Jules-Henri Vernoy de (1799–1875), französischer Dramatiker
- Saint-Geours, Jean-Philippe (* 1947), französischer Staatsbeamter und Unternehmer
- Saint-Germain, André (1887–1973), französischstämmiger Schauspieler an deutschen Bühnen und beim deutschen Film
- Saint-Germain, Claude-Louis, comte de (1707–1778), französischer General
- Saint-Germain, Martin de († 1303), Bischof von Genf
- Saint-Germain, Robert François Quesnay de (1751–1805), französischer Politiker, Jurist und Ökonom
- Saint-Gilles, François (* 1951), französischer Sprinter
- Saint-Hélier, Monique (1895–1955), Schweizer Schriftstellerin
- Saint-Hilaire, Auguste de (1779–1853), französischer Botaniker
- Saint-Hilaire, Gilbert de, kaiserlicher Offizier und entstammte einer französischen Adelsfamilie
- Saint-Hilaire, Josephine von († 1859), Kochbuchautorin
- Saint-Hill, Leandro (* 1968), kubanischer Jazzmusiker (Saxophon, Komposition)
- Saint-Hillien, Simon-Pierre (1951–2015), haitianischer Ordensgeistlicher, Bischof von Hinche
- Saint-Jacques, David (* 1970), kanadischer Raumfahreranwärter
- Saint-Jaille, Didier de († 1536), Großmeister des Malteserordens
- Saint-Jean, Guy (1923–2000), französischer Schauspieler
- Saint-Jeoire, Alamand de († 1366), Bischof von Genf
- Saint-John, Antoine (1940–1990), französischer Schauspieler
- Saint-Joseph, Pierre de (1594–1662), französischer Zisterzienser, Theologe und Philosoph
- Saint-Julien, Franz Xaver von (1756–1836), österreichischer General
- Saint-Julien, Heinrich von (1801–1844), badischer Jurist, Kriegsrat, Komponist und Chorleiter
- Saint-Jure, Jean-Baptiste (1588–1657), französischer Jesuit, Schriftsteller und Theologe
- Saint-Just, Louis Antoine de (1767–1794), französischer Schriftsteller, Revolutionär und PolitikerLouis Antoine de Saint-Just (1767–1794)

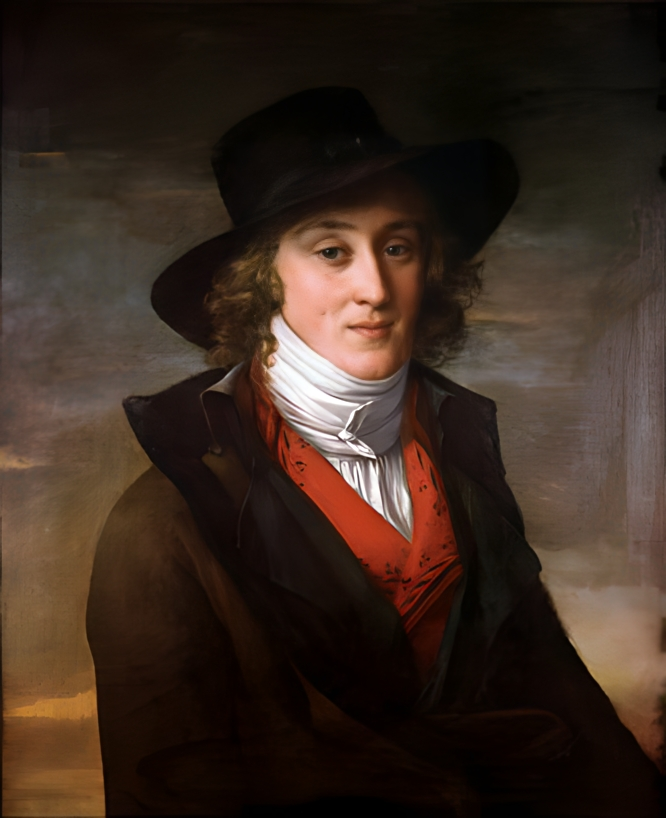
Louis Antoine de Saint-Just (1767–1794)

- Saint-Lambert, Jean-François de (1716–1803), französischer Soldat, Dichter, Philosoph und Autor
- Saint-Lary, Roger I. de († 1579), französischer Adliger, Marschall von Frankreich
- Saint-Lary, Roger II. de (1562–1646), französischer Adliger, Großstallmeister von Frankreich
- Saint-Laurent, Julie de (1760–1830), Mätresse von Prinz Eduard August, Herzog von Kent und Strathearn
- Saint-Laurent, Louis (1882–1973), kanadischer Politiker, Premierminister
- Saint-Léon, Arthur (1821–1870), französischer Geiger, Tänzer, Choreograf und Tanztheoretiker
- Saint-Léon, Étienne Martin (1860–1934), französischer Wirtschaftshistoriker und wissenschaftlicher Bibliothekar
- Saint-Lot, Emile (1904–1976), haitianischer Politiker, Journalist, Jurist und Diplomat
- Saint-Lubin, Léon de (1805–1850), italienischer Geiger und Komponist
- Saint-Luc, François II. d’Espinay, Marquis de († 1670), französischer Militär und Gouverneur
- Saint-Macary, François (1936–2007), französischer Geistlicher, Erzbischof von Rennes
- Saint-Macary, Hubert (* 1949), französischer Schauspieler
- Saint-Marceaux, René de (1845–1915), französischer Bildhauer
- Saint-Mars, Bénigne Dauvergne de (1626–1708), französischer Soldat und Gefängnisdirektor
- Saint-Martin, Isaac de l’Ostal de (1629–1696), Sergeant-Major der Niederländischen Ostindien-Kompanie, Rat von Indien, Förderer naturkundlicher Studien, sprachkundiger Sammler von malaysischen und anderen asiatischen Texten
- Saint-Martin, Laurent (* 1985), französischer Politiker
- Saint-Martin, Léonce de (1886–1954), französischer Organist
- Saint-Martin, Louis Claude de (1743–1803), französischer Freimaurer, Philosoph und Mystiker
- Saint-Martin, Yves (* 1941), französischer Jockey
- Saint-Maximin, Allan (* 1997), französischer FußballspielerAllan Saint-Maximin (* 1997)

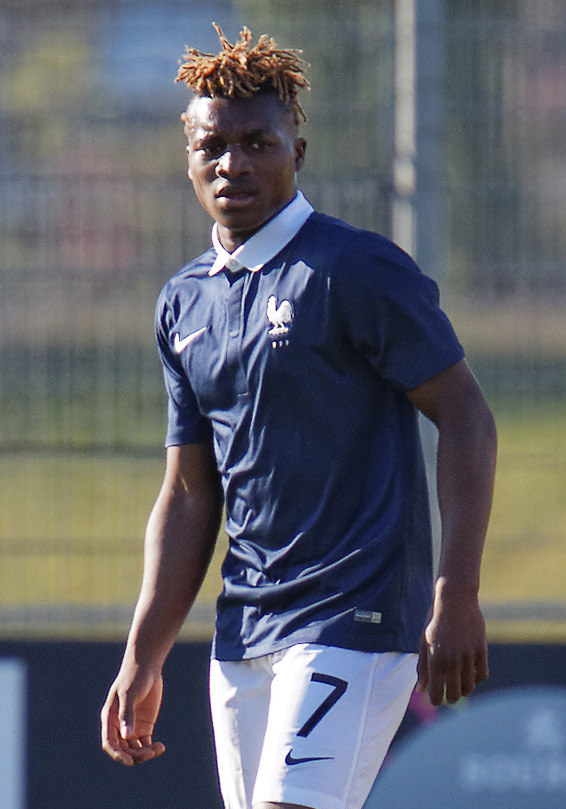
Allan Saint-Maximin (* 1997)

- Saint-Mleux, André (1920–2012), französischer Politiker
- Saint-Nectaire, Jean Charles de (1685–1771), französischer Militär und Diplomat, Marschall von Frankreich
- Saint-Ours, Jean-Pierre (1752–1809), Schweizer Historienmaler des Klassizismus
- Saint-Paul de Sinçay, Gaston (1854–1938), belgischer Fahrsportler
- Saint-Paul de Sinçay, Louis-Alexandre (1815–1890), französischer Industrieller
- Saint-Paul, Gérard (* 1941), französischer Journalist
- Saint-Paul, Gilles (* 1963), französischer Wirtschaftswissenschaftler
- Saint-Paul, Léon (1892–1933), französischer Autorennfahrer
- Saint-Paul, Ulrich (* 1948), deutscher Biologe und Professor für angewandte Marine Ökologie am Zentrum für Marine Tropenökologie Bremen
- Saint-Paul-Illaire, Ulrich Maximilian Le Tanneux von (1833–1902), deutscher Marineoffizier und Politiker, MdR
- Saint-Pé, Robert (1899–1988), französischer Hammerwerfer
- Saint-Père, Hélène de (1963–2022), französische Schauspielerin
- Saint-Périer, René de (1877–1950), französischer Prähistoriker und Lokalhistoriker
- Saint-Pier, Natasha (* 1981), kanadische Sängerin
- Saint-Pierre, Jacques-Henri Bernardin de (1737–1814), französischer SchriftstellerJacques-Henri Bernardin de Saint-Pierre (1737–1814)

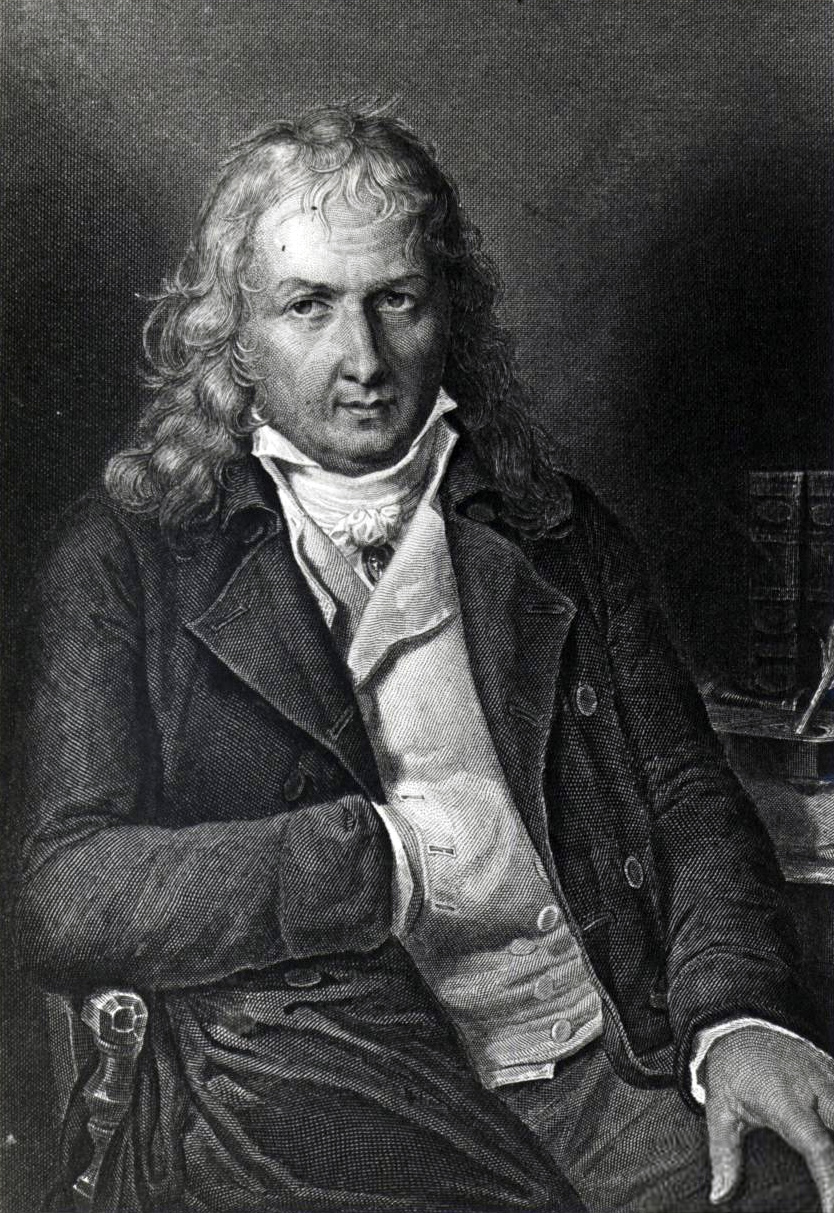
Jacques-Henri Bernardin de Saint-Pierre (1737–1814)

- Saint-Pierre, Jean (1884–1951), französischer Geistlicher und römisch-katholischer Weihbischof, baskischer Autor
- Saint-Pierre, Joseph († 1754), französischer Architekt
- Saint-Pierre, Liliane (* 1948), belgische Sängerin
- Saint-Pierre, Michel de (1916–1987), französischer Schriftsteller und Essayist
- Saint-Point, Valentine de (1875–1953), französische Dichterin
- Saint-Pol, Marie de († 1377), anglo-französische Adlige
- Saint-Pol-Roux (1861–1940), französischer Schriftsteller
- Saint-Preux (* 1950), französischer Komponist
- Saint-Priest, Alexis de Guignard, Comte de (1805–1851), französischer Diplomat und Historiker
- Saint-Prix (1758–1834), französischer Schauspieler
- Saint-Quentin, René Doynel de (1883–1961), französischer Botschafter
- Saint-Raymond, Laure (* 1975), französische Mathematikerin
- Saint-Réal, César Vichard de (1639–1692), französischer Schriftsteller und Historiker
- Saint-Rémy, Jeanne de (1756–1791), französische Adlige und Drahtzieherin der Halsbandaffäre
- Saint-René Taillandier (1817–1879), französischer Romanist, Komparatist und Historiker
- Saint-Réquier, Léon (1872–1964), französischer Komponist, Organist und Musikpädagoge
- Saint-Saëns, Camille (1835–1921), französischer Pianist, Organist und KomponistCamille Saint-Saëns (1835–1921)

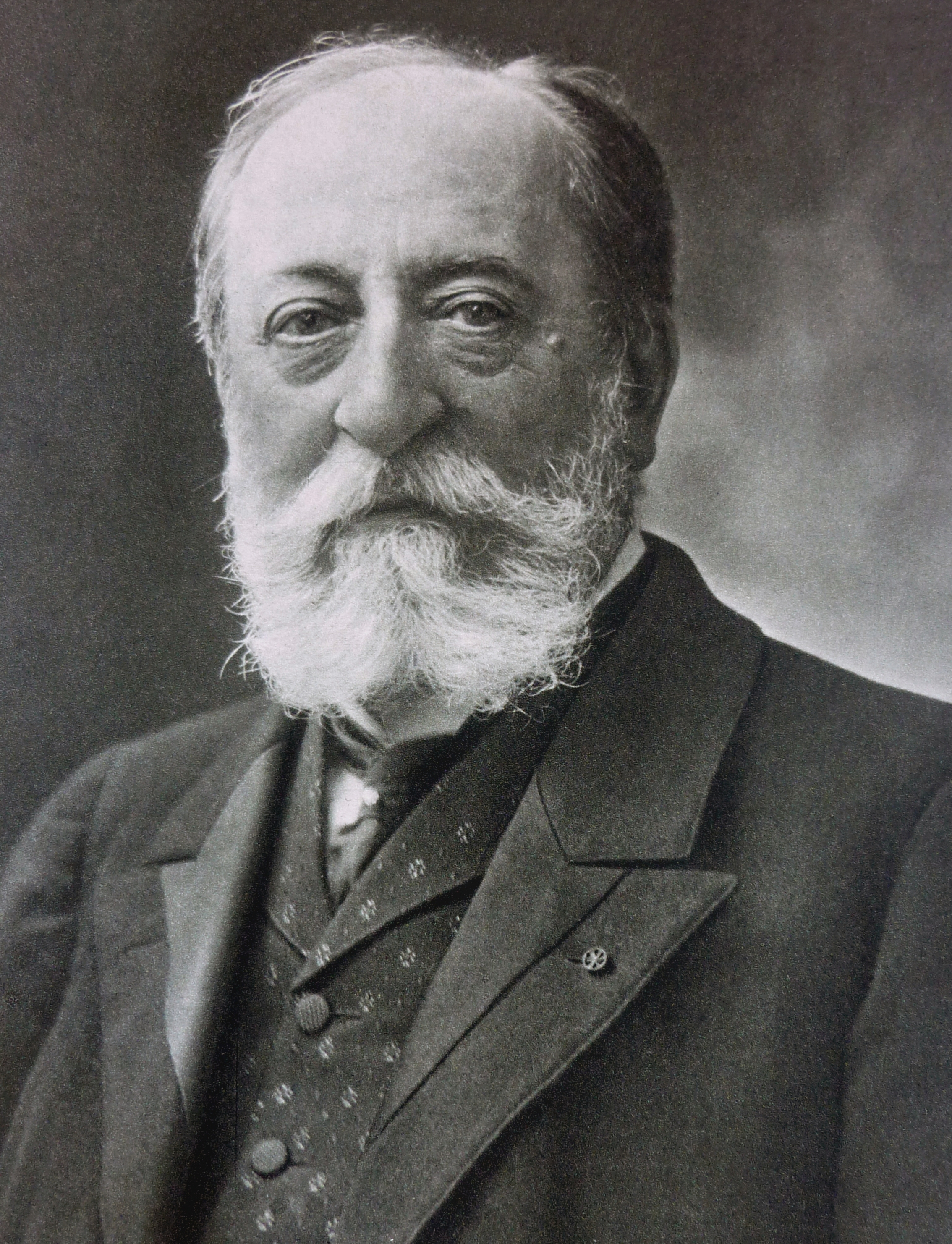
Camille Saint-Saëns (1835–1921)

- Saint-Sévérin d’Aragon, Alphonse Marie Louis de (1705–1757), französischer Diplomat und Minister
- Saint-Sevin, Joseph-Barnabé (1727–1803), französischer Komponist und Violinist
- Saint-Simon Sandricourt, Charles-François de (1727–1794), letzter Bischof von Agde
- Saint-Simon, Claude de Rouvroy, duc de (1607–1693), französischer Adliger
- Saint-Simon, Henri de (1760–1825), Aristokrat, Offizier im Amerikanischen Unabhängigkeitskrieg, Ideologe und Publizist
- Saint-Simon, Louis de Rouvroy duc de (1675–1755), französischer Politiker und Schriftsteller
- Saint-Simon, Lucile (* 1932), französische Schauspielerin
- Saint-Simon, Maximilien Henri de (* 1720), französischer Offizier und Schriftsteller
- Saint-Sulpice, Henri de († 1576), Mignons des französischen Königs Heinrich III.
- Saint-Val aînée, Mademoiselle (1743–1830), französische Schauspielerin
- Saint-Val cadette, Mademoiselle (1752–1836), französische Schauspielerin
- Saint-Vallier, Charles Raymond de (1833–1886), französischer Diplomat und Abgesandter Frankreichs auf dem Berliner Kongress
- Saint-Vallier, Jean-Baptiste de la Croix Chevrière de (1653–1727), Bischof von Québec
- Saint-Vil, Guy (* 1942), haitianischer Fußballspieler
- Saint-Vil, Roger (1949–2020), haitianischer Fußballspieler
- Saint-Vincent, Grégoire de (1584–1667), flämischer Mathematiker und Jesuit
- Sainte Marie Soruco, Osvaldo (1913–1998), chilenischer Politiker
- Sainte, Erika (* 1981), belgische Schauspielerin
- Sainte-Albine, Pierre Rémond de (1699–1778), französischer Historiker und dramatischer Schriftsteller
- Sainte-Aldegonde, Valentine de (1820–1891), französische Adlige und durch Heirat Herzogin von Dino
- Sainte-Aulaire, Louis-Clair Beaupoil de (1778–1854), französischer Diplomat, Neuzeithistoriker und Mitglied der Académie française
- Sainte-Beuve, Charles-Augustin (1804–1869), französischer Schriftsteller
- Sainte-Claire Deville, Henri Étienne (1818–1881), französischer Chemiker
- Sainte-Colombe, Monsieur de, französischer Gambist und Komponist
- Sainte-Colombe, Monsieur de (der Jüngere), französischer Gambist und Komponist
- Sainte-Foy, Philippe-Auguste de (1721–1795), französischer Offizier und Schriftsteller
- Sainte-Hermine, Anne Marie Françoise de († 1734), Dame d’atours der Herzogin von Orléans, der Dauphine und der Königin
- Sainte-Laguë, André (1882–1950), französischer Mathematiker
- Sainte-Luce, Claudia (* 1982), mexikanische Autorin, Schauspielerin und Filmemacherin
- Sainte-Luce, Théo (* 1998), französischer Fußballspieler
- Sainte-Marie, Buffy (* 1941), kanadische Musikerin, Komponistin, Darstellende Künstlerin, Lehrerin und Sozialaktivistin indianischer AbstammungBuffy Sainte-Marie (* 1941)

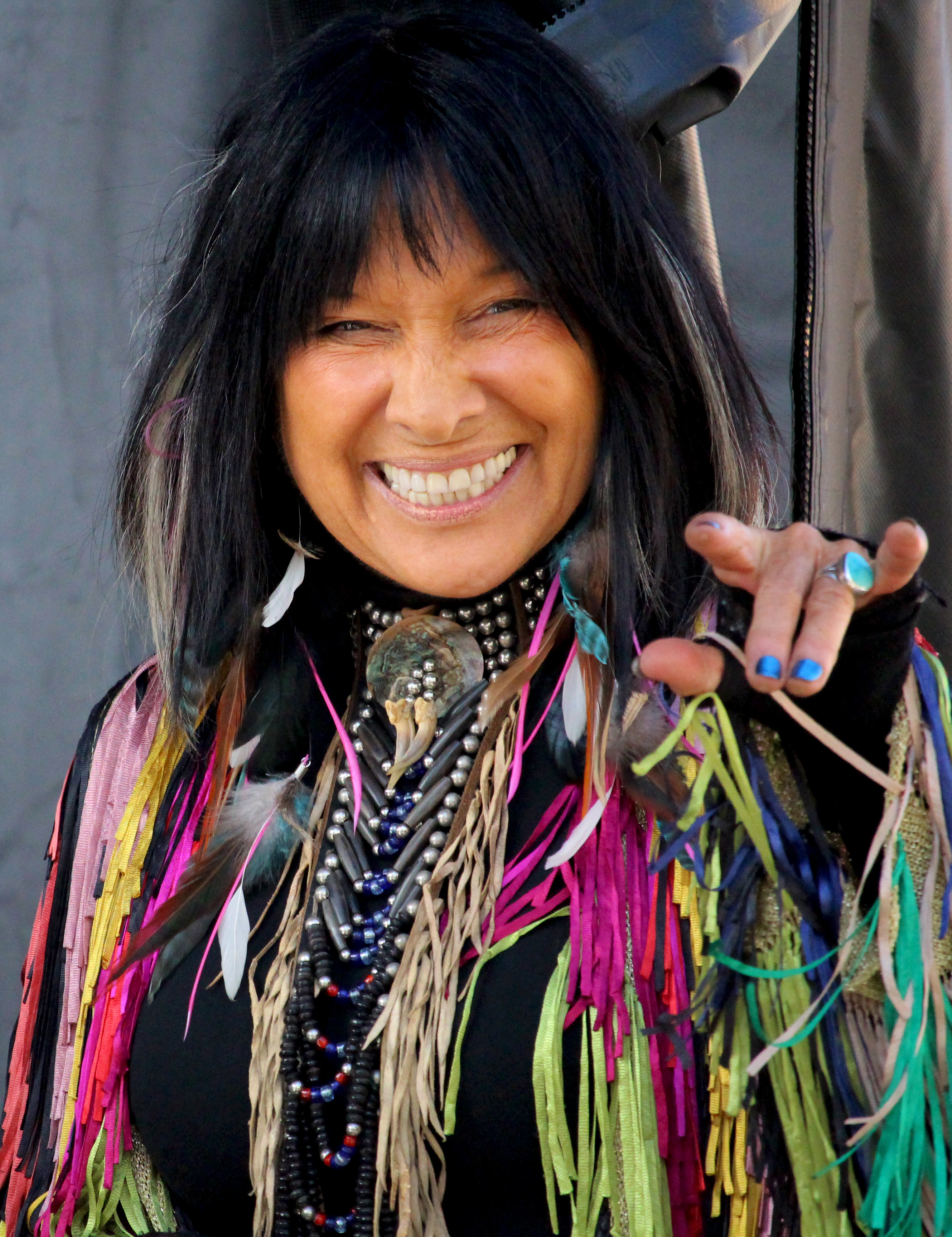
Buffy Sainte-Marie (* 1941)

- Sainte-Marie, Rémi (1938–2022), kanadischer Ordensgeistlicher, römisch-katholischer Erzbischof von Lilongwe in Malawi
- Sainte-Marthe, Scévole de (1536–1623), französischer Schriftsteller in französischer und neulateinischer Sprache
- Sainte-Maure, Charles de (1610–1690), französischer Adliger, Gouverneur des Grand Dauphin
- Sainte-Rose, Lucien (* 1953), französischer Sprinter
- Sainte-Rose, Robert (* 1943), französischer Leichtathlet
- Sainte-Soline, Claire (1891–1967), französische Schriftstellerin
- Saintenoy, Gustave (1832–1892), Architekt
- Sainteny, Jean (1907–1978), französischer Politiker und Unterhändler
- Saintfiet, Tom (* 1973), belgischer Fußballspieler und -trainer
- Saintgnue, Cody (* 1993), US-amerikanischer Schauspieler
- Saintignon, Johann Baptist von (1721–1763), k. k. Generalfeldwachtmeister und Ritter des Maria-Theresia-Ordens
- Saintignon, Joseph von (1716–1779), k. k. Feldmarschallleutnant und Ritter des Maria-Theresia-Ordens
- Saintine, Xavier-Boniface (1798–1865), französischer Lustspiel-, Vaudeville- und Romanautor
- Saintini, Nathanaël (* 2000), französischer Fußballspieler
- Saintonge, Jean-Pierre (* 1945), kanadischer Politiker, Präsident der Nationalversammlung von Québec
- Saintsbury, George (1845–1933), britischer Literaturkritiker, Hochschullehrer und Autor
- Sainullin, Ruslan Faritowitsch (* 1982), russischer Eishockeyspieler
- Sainutdinow, Artur Raschidowitsch (* 1992), russischer Eishockeyspieler
- Sainutdinow, Baqtijar (* 1998), kasachischer Fußballspieler
- Sáinz de la Maza, Eduardo (1903–1982), spanischer Komponist und Gitarrist
- Sáinz de la Maza, Regino (1896–1981), spanischer Gitarrist, Komponist und Musikpädagoge
- Sáinz de Medrano, Luis (1928–2012), spanischer Romanist, Hispanist und Hispanoamerikanist
- Sáinz Hinojosa, Luis (1936–2022), bolivianischer römisch-katholischer Ordensgeistlicher und Weihbischof in Cochabamba
- Sáinz Márquez, Andrés (* 1969), mexikanischer römisch-katholischer Geistlicher, Prälat von Jesús María del Nayar
- Sainz Muñoz, Faustino (1937–2012), spanischer Geistlicher, römisch-katholischer Bischof und Diplomat des Heiligen Stuhls
- Sainz Rueda, Maria (* 1976), spanische Malerin und Grafikerin
- Sainz, Alberto (1937–2016), argentinischer Fußballspieler
- Sainz, Carlos junior (* 1994), spanischer AutomobilrennfahrerCarlos Sainz junior (* 1994)

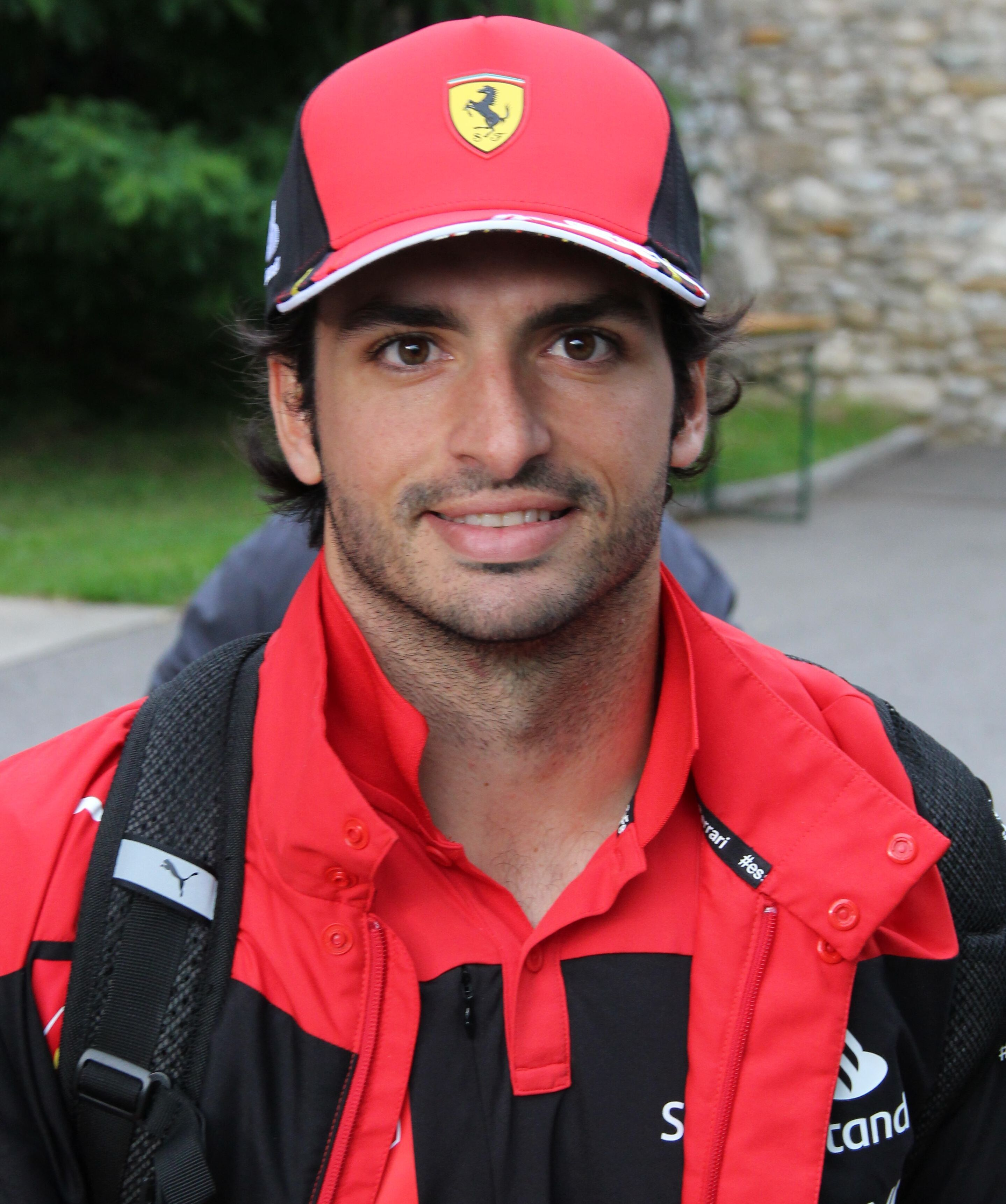
Carlos Sainz junior (* 1994)

- Sainz, Carlos senior (* 1962), spanischer Rallyefahrer
- Sainz, Lolo (* 1940), spanischer Basketballspieler, -trainer und -funktionär
- Sáinz, Renato (1899–1982), bolivianischer Fußballspieler

### Saio
- Saioni, Christophe (* 1969), französischer Skirennläufer
- Saionji, Kimmochi (1849–1940), 12. und 14. Premierminister von Japan
- Saionji, Kintsune (1171–1244), japanischer Hofadeliger

### Saip
- Saipa, Alexander (* 1976), deutscher Chemiker und Politiker (SPD), MdL
- Saipa, Axel (* 1943), deutscher Verwaltungsbeamter
- Saipi, Amir (* 2000), Schweizer Fussballspieler
- Saipin Detsaeng (* 1977), thailändische Gewichtheberin
- Saipow, Alischer (1981–2007), kirgisisch-usbekischer Journalist

### Sair
- Saira, Esko (* 1938), finnischer Biathlet

### Sais
- Sais, Tatjana (1910–1981), deutsche Kabarettistin, Schauspielerin und SynchronsprecherinTatjana Sais (1910–1981)

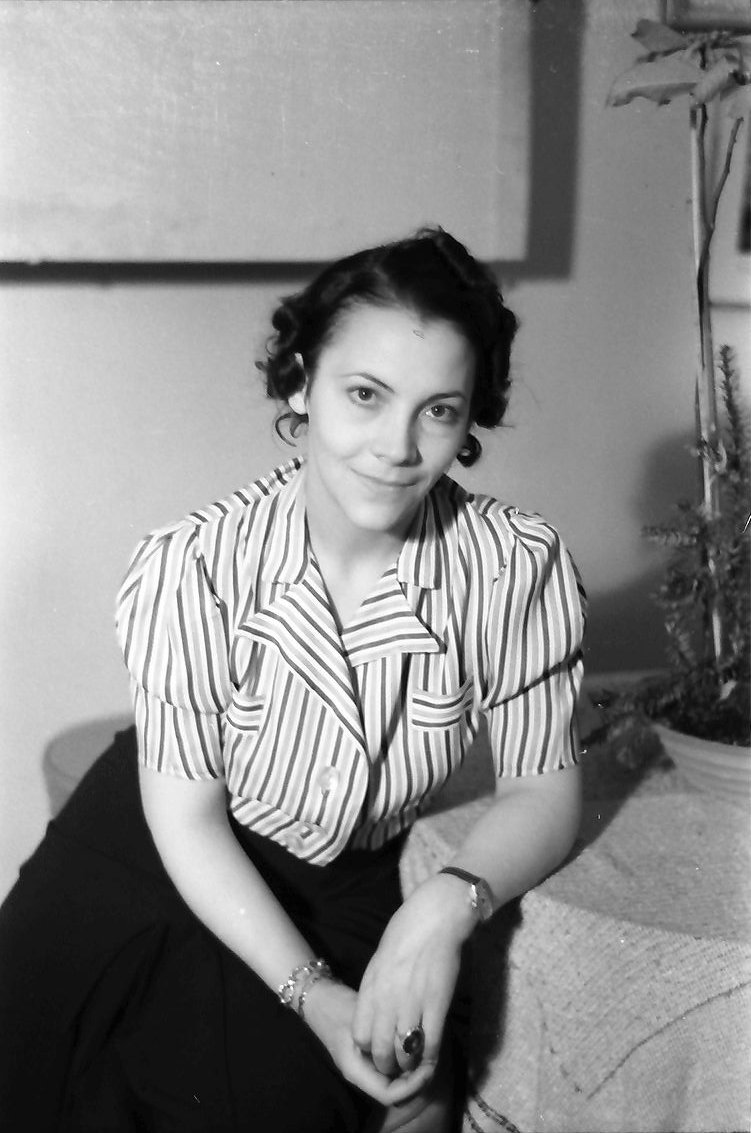
Tatjana Sais (1910–1981)

- Saisi, Thomas (1945–2021), kenianischer Mittelstreckenläufer
- Saisio, Elsa (* 1981), finnische Schauspielerin
- Saisio, Pirkko (* 1949), finnische Schriftstellerin, Schauspielerin und Regisseurin
- Saïss, Romain (* 1990), marokkanischer Fußballspieler
- Saisset, Bernard († 1314), Abt von Saint-Antonin in Pamiers, Bischof von Pamiers
- Saisson, Charles-Marie (1806–1877), französischer Geistlicher

### Sait
- Saita, An (* 1993), japanische Volleyballspielerin
- Saitai, Yūta (* 1994), japanischer Fußballspieler
- Saitaifah, Mitsada (* 1987), laotischer Fußballspieler
- Saitijew, Adam Chamidowitsch (* 1977), russischer Ringer
- Saitijew, Buwaissar Chamidowitsch (1975–2025), russischer RingerBuwaissar Chamidowitsch Saitijew (1975–2025)

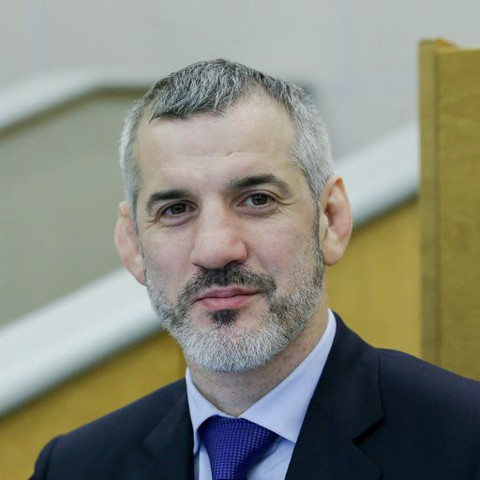
Buwaissar Chamidowitsch Saitijew (1975–2025)

- Saitō, Akane (* 1993), japanische Fußballspielerin
- Saito, Akito (* 1999), japanischer Fußballspieler
- Saito, Ami (* 1999), japanische Sprinterin
- Saitō, Chiwa (* 1981), japanische Synchronsprecherin (Seiyū)
- Saitō, Daisuke (* 1974), japanischer Fußballspieler
- Saitō, Daisuke (* 1980), japanischer Fußballspieler
- Saitō, Dōsan (1494–1556), japanischer Daimyō
- Saitō, Eishirō (1911–2002), japanischer Unternehmer in der Stahlbranche
- Saitō, Gesshin (1804–1878), japanischer Schriftsteller
- Saitō, Hajime (1844–1915), Anführer der dritten Abteilung der Shinsengumi
- Saitō, Hideko (* 1950), japanische Skilangläuferin
- Saitō, Hideo (1902–1974), japanischer Cellist und Dirigent
- Saitō, Hiroshi (1886–1939), japanischer Diplomat
- Saitō, Hiroshi (* 1970), japanischer Fußballspieler
- Saitō, Hiroya (* 1970), japanischer Skispringer
- Saitō, Hitohiro (* 1957), japanischer Aikidō-Lehrer
- Saito, Hitomi (* 1990), japanische Shorttrackerin
- Saitō, Hitoshi (1961–2015), japanischer Judoka
- Saitō, Hitoshi (* 1986), japanischer Sprinter
- Saito, James (* 1955), US-amerikanischer SchauspielerJames Saito (* 1955)

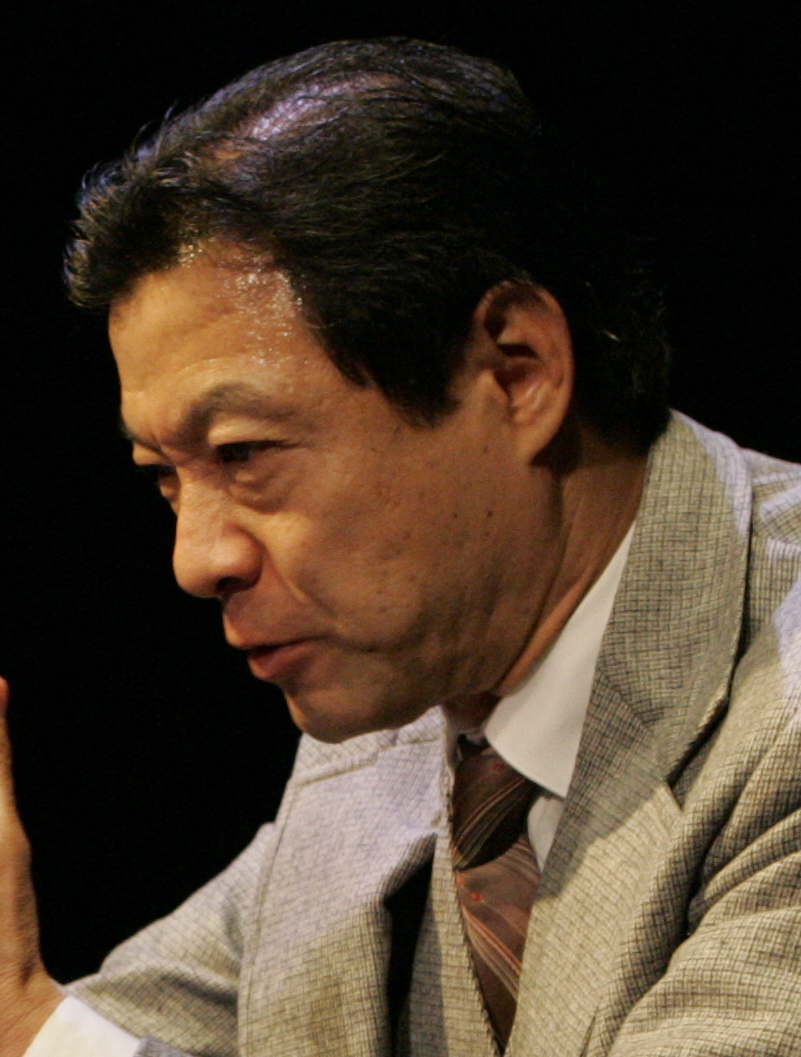
James Saito (* 1955)

- Saitō, Jirō (* 1936), japanischer Manager
- Saitō, Jitsuko (* 1946), japanische Eisschnellläuferin
- Saitō, Jumpei (* 1992), japanischer Fußballspieler
- Saitō, Katsuya (* 1940), japanischer Radrennfahrer
- Saitō, Katsuyuki (* 1973), japanischer Fußballspieler

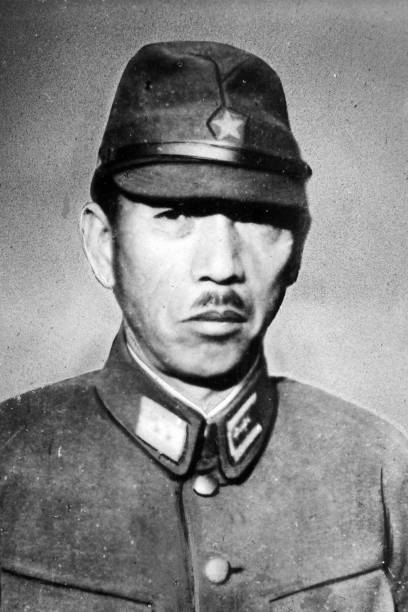
Saitō Yoshitsugu (1890–1944)

- Saitō, Kazuki (* 1988), japanischer Fußballspieler
- Saitō, Kazuki (* 1996), japanischer Fußballspieler
- Saitō, Kazuo (* 1951), japanischer Fußballspieler
- Saitō, Kei (* 1996), japanischer Shorttracker
- Saitō, Keiko, japanische Fußballtorhüterin
- Saitō, Keita (* 1993), japanischer Fußballspieler
- Saitō, Kenkichi (1895–1960), japanischer Schwimmer und Leichtathlet
- Saitō, Kiyoshi (1907–1997), japanischer Holzschnitt-Künstler
- Saitō, Kiyoshi (* 1962), japanischer Tischtennisspieler
- Saitō, Kiyoshi (* 1982), japanischer Fußballspieler
- Saito, Kohei (* 1987), japanischer PhilosophKohei Saito (* 1987)

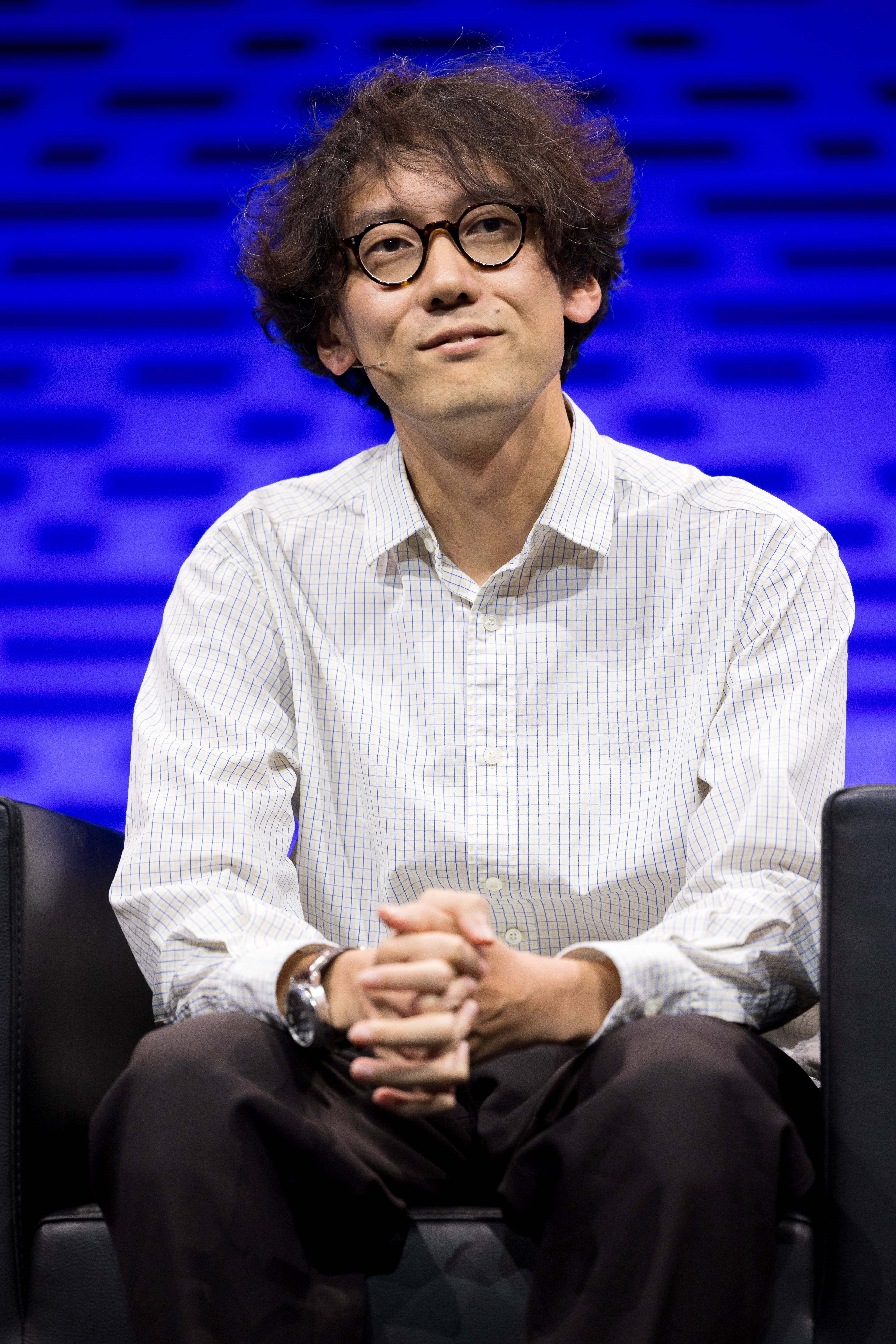
Kohei Saito (* 1987)

- Saitō, Kōki (* 2001), japanischer Fußballspieler
- Saitō, Kōsuke (* 1997), japanischer Fußballspieler
- Saitō, Kōya (* 1986), japanischer Fußballspieler
- Saitō, Kyōji (* 1944), japanischer Mathematiker
- Saitō, Maki (* 2001), japanische Diskuswerferin
- Saitō, Makoto (1858–1936), 30. Premierminister von Japan
- Saitō, Makoto (1921–2008), japanischer Politikwissenschaftler
- Saitō, Manabu (* 1990), japanischer Fußballspieler
- Saitō, Marina (* 1995), japanische Speerwerferin
- Saitō, Masaki (* 1980), japanischer Fußballspieler
- Saitō, Masato (* 1975), japanischer Fußballspieler
- Saitō, Masaya (* 1985), japanischer Fußballspieler
- Saitō, Mitsuki (* 1999), japanischer Fußballspieler
- Saitō, Mokichi (1882–1952), japanischer Lyriker und Essayist
- Saitō, Morihiko (* 1961), japanischer Mathematiker
- Saitō, Morihiro (1928–2002), japanischer Aikido-Lehrer
- Saitō, Motohiko (* 1977), japanischer Politiker
- Saitō, Nobukazu, japanischer Skispringer
- Saito, Reon (* 1999), japanischer Fußballspieler
- Saitō, Rie (* 1984), japanische Hostess, Schriftstellerin und Politikerin
- Saitō, Ryō (* 1999), japanischer Fußballspieler
- Saitō, Ryōei (1916–1996), japanischer Unternehmer und KunstsammlerSaitō Ryōei (1916–1996)

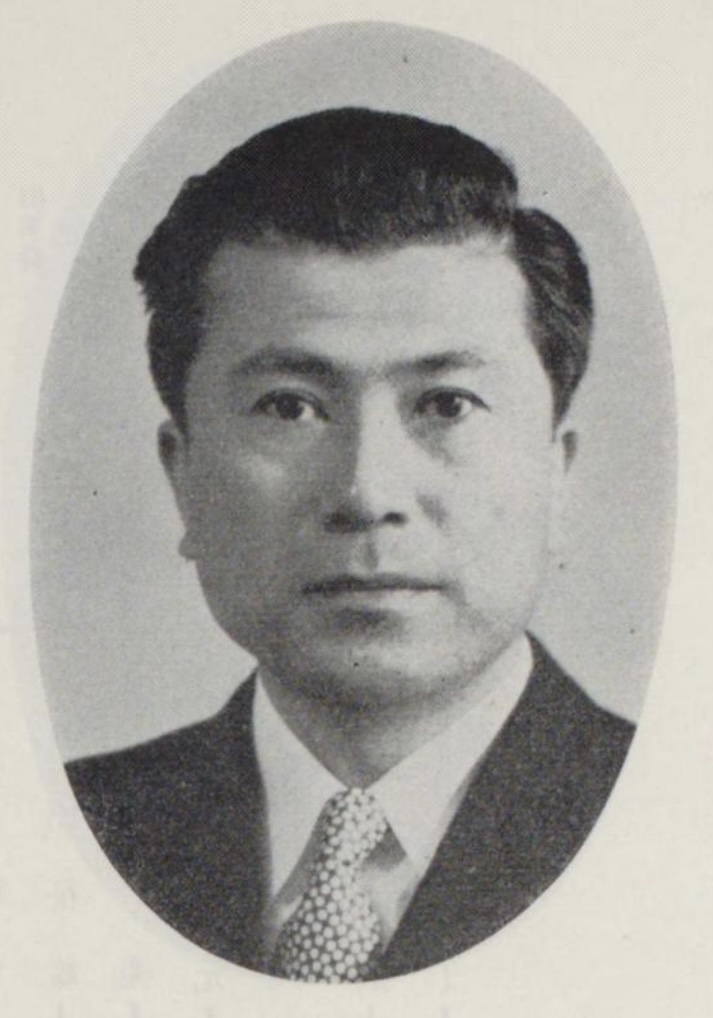
Saitō Ryōei (1916–1996)

- Saitō, Ryokuu (1867–1904), japanischer Schriftsteller
- Saitō, Ryū (* 1979), japanischer Fußballspieler
- Saitō, Ryūji (* 1993), japanischer Fußballspieler
- Saitō, Ryūsei (* 1994), japanischer Fußballspieler
- Saitō, Sachiko (* 1947), japanische Eisschnellläuferin
- Saitō, Saizō (1908–2003), japanischer Fußballspieler
- Saitō, Sanemori (1111–1183), japanischer Samurai
- Saitō, Sanki (1900–1962), japanischer Haiku-Dichter
- Saitō, Sara (* 2006), japanische Tennisspielerin
- Saitō, Seiichi (* 1976), japanischer Fußballspieler
- Saito, Sena (* 2000), japanischer Fußballspieler
- Saitō, Setsudō (1797–1865), japanischer konfuzianischer Gelehrter
- Saitō, Shin’ya (* 1980), japanischer Biathlet
- Saitō, Shōta (* 1994), japanischer Fußballspieler
- Saitō, Shōta (* 1996), japanischer Fußballspieler
- Saitō, Shūji (* 1957), japanischer Mathematiker
- Saitō, Shuka (* 1996), japanische Sängerin und Synchronsprecherin
- Saito, Shunsuke (* 2005), japanischer Fußballspieler
- Saitō, Taiko (* 1976), japanische Vibraphonistin, Marimba-Spielerin und Komponistin
- Saito, Takako (* 1929), japanische Fluxuskünstlerin
- Saitō, Takao (1870–1949), japanischer konservativer Politiker der frühen Shōwa-Zeit
- Saitō, Takao (1929–2014), japanischer Kameramann
- Saitō, Takashi (* 1993), japanischer Fußballspieler
- Saitō, Takeshi (* 1979), japanischer Fußballspieler
- Saitō, Takeshi (* 1981), japanischer Eishockeyspieler
- Saitō, Tatsuru (* 2002), japanischer Judoka
- Saitō, Tetsu (1955–2019), japanischer Jazzbassist und Improvisationsmusiker
- Saitō, Tetsuo (* 1952), japanischer Politiker
- Saitō, Tetsuya (* 1983), japanischer Eishockeyspieler
- Saitō, Toshihide (* 1973), japanischer Fußballspieler
- Saitō, Tsuyoshi (* 1945), japanischer Politiker
- Saitō, Yoshihiko (* 1972), japanischer Leichtathlet
- Saitō, Yoshishige (1904–2001), japanischer Maler
- Saitō, Yoshitatsu (1527–1561), japanischer Daimyō
- Saitō, Yoshitsugu (1890–1944), japanischer GeneralleutnantSaitō Yoshitsugu (1890–1944)
- Saitō, Yōsuke (* 1988), japanischer Fußballspieler
- Saitoti, George (1945–2012), kenianischer Mathematiker und Politiker
- Saitow, Asjat Mansurowitsch (* 1965), sowjetischer Radrennfahrer
- Saitow, Oleg Elekpajewitsch (* 1974), russischer Boxer
- Saitschenko, Andrei (* 1978), russischer Pokerspieler
- Saitschick, Robert (1868–1965), russisch-schweizerischer Literaturhistoriker und Philosoph
- Saitschik, Sergei Jewgenjewitsch (1957–2000), sowjetischer Skispringer
- Saitschikow, Alexander (* 1992), kasachischer Gewichtheber
- Saitta, Santiago (* 1980), argentinischer Komponist und Musikpädagoge
- Saitta, Ugo (1912–1983), italienischer Dokumentarfilmer und Filmregisseur
- Saitz, Hermann (* 1936), langjähriger Stadt- und Verkehrsplaner in Erfurt
- Saitzew, Manuel (1885–1951), Ordinarius für Nationalökonomie an der Universität Zürich

### Saiv
- Saivé, Fernand (1900–1981), belgischer Radrennfahrer
- Saive, Jean le (1540–1611), flämischer Geschichts-, Porträt- und Wappenmaler des Barock
- Saive, Jean-Baptiste le der Jüngere (* 1604), flämischer Maler
- Saive, Jean-Baptiste le, der Ältere (1571–1624), flämischer Barockmaler
- Saive, Jean-Michel (* 1969), belgischer TischtennisspielerJean-Michel Saive (* 1969)

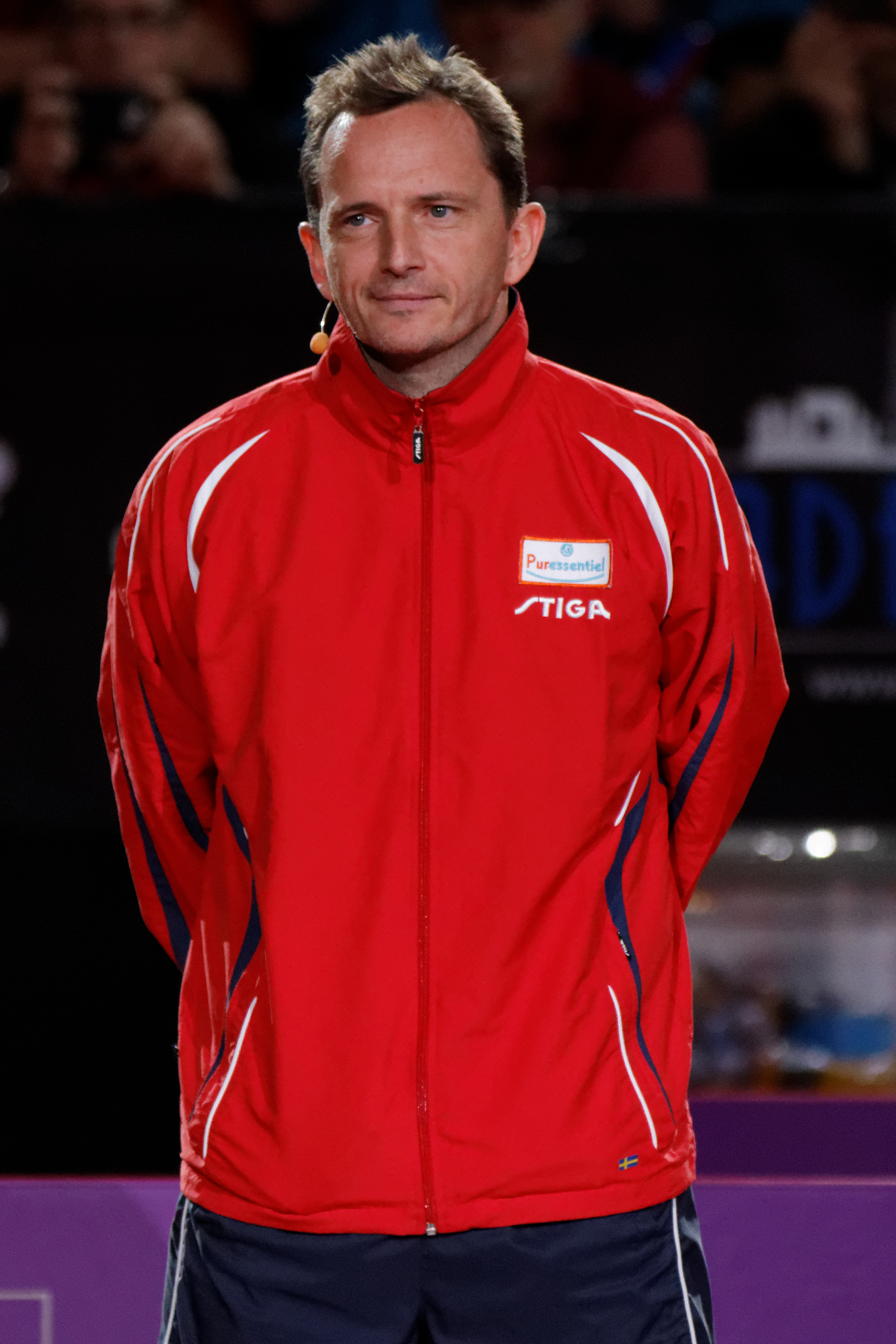
Jean-Michel Saive (* 1969)

- Saive, Philippe (* 1971), belgischer Tischtennisspieler
- Saivet, Henri (* 1990), senegalesischer Fußballspieler

### Saiy
- Saiya, Edo (* 1997), deutscher Rapper

### Saiz
- Saiz Meneses, Josep Ángel (* 1956), spanischer Geistlicher, römisch-katholischer Erzbischof von Sevilla
- Saiz Rodríguez, Samuel (* 2005), spanischer Handballspieler
- Saiz, Federico (1912–1989), spanischer Fußballspieler und -trainer
- Saiz, Manolo (* 1959), spanischer Teammanager
- Sáiz, Odorico (1912–2012), spanischer Ordensgeistlicher, römisch-katholischer Bischof und Apostolischer Vikar
- Saiz, Óscar (* 1933), venezolanischer Schwimmer
- Sáiz, Samuel (* 1991), spanischer Fußballspieler
- Saizew, Alexander Gennadijewitsch (* 1952), sowjetischer EiskunstläuferAlexander Gennadijewitsch Saizew (* 1952)

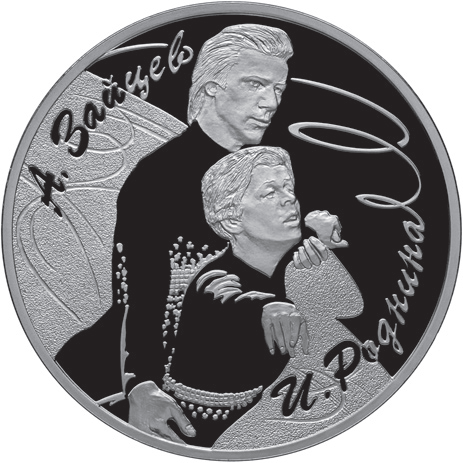
Alexander Gennadijewitsch Saizew (* 1952)

- Saizew, Alexander Michailowitsch (1841–1910), russischer Chemiker
- Saizew, Alexander Nikolajewitsch (1935–1971), sowjetischer Schachspieler
- Saizew, Alexei (* 1986), kasachischer Bahn- und Straßenradrennfahrer
- Saizew, Anton Anatoljewitsch (* 1987), russischer Tennisspieler
- Saizew, Boris Michailowitsch (1937–2000), sowjetisch-russischer Eishockeyspieler
- Saizew, Gennadi Nikolajewitsch (* 1934), russischer KGB-Offizier, zuletzt Generalmajor
- Saizew, Igor Arkadjewitsch (* 1938), russischer Schachspieler
- Saizew, Iwan Kondratjewitsch (1805–1887), russisch-ukrainischer Maler
- Saizew, Juri Konstantinowitsch (1951–2022), sowjetischer Gewichtheber
- Saizew, Juri Michailowitsch (* 1936), russischer Physiker
- Saizew, Lew Sergejewitsch (* 1937), sowjetischer Eisschnellläufer
- Saizew, Michail Mitrofanowitsch (1923–2009), sowjetischer Armeegeneral
- Saizew, Michail Wiktorowitsch (* 1971), russischer Schachspieler
- Saizew, Nikita Igorewitsch (* 1991), russischer Eishockeyspieler
- Saizew, Nikolai Georgijewitsch (1931–1995), sowjetisch-russischer Kybernetiker
- Saizew, Oleg Alexejewitsch (1939–1993), sowjetischer Eishockeyspieler
- Saizew, Semjon Konstantinowitsch (* 1999), russischer Billardspieler
- Saizew, Serafim Alexandrowitsch (1904–1978), sowjetischer Schauspieler
- Saizew, Wassili Grigorjewitsch (1915–1991), sowjetischer Scharfschütze im Zweiten WeltkriegWassili Grigorjewitsch Saizew (1915–1991)

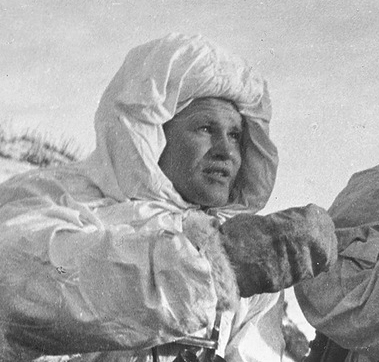
Wassili Grigorjewitsch Saizew (1915–1991)

- Saizew, Wjatscheslaw Alexejewitsch (1952–2023), russischer Volleyballspieler
- Saizew, Wjatscheslaw Michailowitsch (1938–2023), sowjetischer bzw. russischer Modemacher
- Saizewa, Ljudmila Georgijewna (* 1956), russische Schachspielerin
- Saizewa, Olga Alexejewna (* 1978), russische Biathletin
- Saizewa, Olga Igorewna (* 1984), russische Leichtathletin
- Saizewa, Olga Wladimirowna (* 1982), russische Schauspielerin
- Saizewa, Samira (* 1953), sowjetische Mittelstreckenläuferin
- Saizewa, Tatjana Wladimirowna (* 1978), russische Fußballspielerin
- Saizewa, Xenija Eduardowna (* 2004), russische Tennisspielerin